# Lista de asteroides (498001-499000)
Esta é uma lista parcial de asteroides, do asteroide número 498001 até o 499000, inclusive. Veja também o índice com todas as listas disponíveis.

| Objeto Próximos à Terra | Cinturão de asteroides (interno) | Cinturão de asteroides (externo) | Centauro       |
| Cruzador de Marte       | Cinturão de asteroides (meio)    | Troianos de Júpiter              | Transnetuniano |

Veja mais dados de cada asteroide na ligação externa para o Minor Planet Center na última coluna.
Índice: 498001... 498101... 498201... 498301... 498401... 498501... 498601... 498701... 498801... 498901... 

## 498001–498100
| Designação | Designação | Descoberta  | Descoberta      | Descobridor(es)        | Categoria | Mais informações / Referência |
| Permanente | Provisória | Data        | Local           | Descobridor(es)        | Categoria | Mais informações / Referência |
| ---------- | ---------- | ----------- | --------------- | ---------------------- | --------- | ----------------------------- |
| 498001     | 2007 EY59  | 9 mar 2007  | Kitt Peak       | Spacewatch             | —         | MPC                           |
| 498002     | 2007 EA67  | 10 mar 2007 | Kitt Peak       | Spacewatch             | —         | MPC                           |
| 498003     | 2007 EK84  | 12 mar 2007 | Mount Lemmon    | Mount Lemmon Survey    | —         | MPC                           |
| 498004     | 2007 EP84  | 12 mar 2007 | Mount Lemmon    | Mount Lemmon Survey    | —         | MPC                           |
| 498005     | 2007 ET99  | 11 mar 2007 | Kitt Peak       | Spacewatch             | —         | MPC                           |
| 498006     | 2007 EZ102 | 28 jan 2007 | Mount Lemmon    | Mount Lemmon Survey    | —         | MPC                           |
| 498007     | 2007 EC114 | 12 mar 2007 | Mount Lemmon    | Mount Lemmon Survey    | —         | MPC                           |
| 498008     | 2007 ER117 | 13 mar 2007 | Mount Lemmon    | Mount Lemmon Survey    | —         | MPC                           |
| 498009     | 2007 EU121 | 28 jan 2007 | Mount Lemmon    | Mount Lemmon Survey    | —         | MPC                           |
| 498010     | 2007 EK138 | 28 jan 2007 | Mount Lemmon    | Mount Lemmon Survey    | —         | MPC                           |
| 498011     | 2007 EM140 | 22 fev 2007 | Kitt Peak       | Spacewatch             | —         | MPC                           |
| 498012     | 2007 EF147 | 12 mar 2007 | Kitt Peak       | Spacewatch             | —         | MPC                           |
| 498013     | 2007 EJ153 | 26 fev 2007 | Mount Lemmon    | Mount Lemmon Survey    | —         | MPC                           |
| 498014     | 2007 EC191 | 26 fev 2007 | Mount Lemmon    | Mount Lemmon Survey    | —         | MPC                           |
| 498015     | 2007 EU193 | 14 mar 2007 | Kitt Peak       | Spacewatch             | —         | MPC                           |
| 498016     | 2007 EX197 | 15 mar 2007 | Kitt Peak       | Spacewatch             | —         | MPC                           |
| 498017     | 2007 EE217 | 10 mar 2007 | Kitt Peak       | Spacewatch             | —         | MPC                           |
| 498018     | 2007 FQ4   | 17 fev 2007 | Kitt Peak       | Spacewatch             | —         | MPC                           |
| 498019     | 2007 FY5   | 26 fev 2007 | Mount Lemmon    | Mount Lemmon Survey    | —         | MPC                           |
| 498020     | 2007 FA17  | 9 mar 2007  | Mount Lemmon    | Mount Lemmon Survey    | —         | MPC                           |
| 498021     | 2007 FS19  | 10 mar 2007 | Mount Lemmon    | Mount Lemmon Survey    | —         | MPC                           |
| 498022     | 2007 FS24  | 21 fev 2007 | Mount Lemmon    | Mount Lemmon Survey    | —         | MPC                           |
| 498023     | 2007 FK43  | 22 fev 2007 | Siding Spring   | SSS                    | —         | MPC                           |
| 498024     | 2007 GD4   | 11 abr 2007 | Catalina        | CSS                    | —         | MPC                           |
| 498025     | 2007 GF5   | 9 mar 2007  | Kitt Peak       | Spacewatch             | —         | MPC                           |
| 498026     | 2007 GU8   | 7 abr 2007  | Mount Lemmon    | Mount Lemmon Survey    | —         | MPC                           |
| 498027     | 2007 GP18  | 11 abr 2007 | Kitt Peak       | Spacewatch             | —         | MPC                           |
| 498028     | 2007 GH31  | 14 abr 2007 | Mount Lemmon    | Mount Lemmon Survey    | —         | MPC                           |
| 498029     | 2007 GT34  | 9 mar 2007  | Mount Lemmon    | Mount Lemmon Survey    | —         | MPC                           |
| 498030     | 2007 GV47  | 14 abr 2007 | Kitt Peak       | Spacewatch             | —         | MPC                           |
| 498031     | 2007 GP60  | 15 abr 2007 | Kitt Peak       | Spacewatch             | —         | MPC                           |
| 498032     | 2007 HM5   | 14 mar 2007 | Mount Lemmon    | Mount Lemmon Survey    | —         | MPC                           |
| 498033     | 2007 HF25  | 18 abr 2007 | Kitt Peak       | Spacewatch             | —         | MPC                           |
| 498034     | 2007 HK34  | 19 abr 2007 | Kitt Peak       | Spacewatch             | —         | MPC                           |
| 498035     | 2007 HR40  | 20 abr 2007 | Kitt Peak       | Spacewatch             | —         | MPC                           |
| 498036     | 2007 HF59  | 13 mar 2007 | Mount Lemmon    | Mount Lemmon Survey    | —         | MPC                           |
| 498037     | 2007 HY61  | 13 mar 2007 | Kitt Peak       | Spacewatch             | —         | MPC                           |
| 498038     | 2007 HG83  | 23 abr 2007 | Kitt Peak       | Spacewatch             | —         | MPC                           |
| 498039     | 2007 HD95  | 19 abr 2007 | Mount Lemmon    | Mount Lemmon Survey    | —         | MPC                           |
| 498040     | 2007 JN14  | 19 abr 2007 | Kitt Peak       | Spacewatch             | —         | MPC                           |
| 498041     | 2007 JG38  | 22 abr 2007 | Kitt Peak       | Spacewatch             | —         | MPC                           |
| 498042     | 2007 JM40  | 12 mai 2007 | Kitt Peak       | Spacewatch             | —         | MPC                           |
| 498043     | 2007 LV15  | 10 jun 2007 | Kitt Peak       | Spacewatch             | —         | MPC                           |
| 498044     | 2007 LY19  | 9 jun 2007  | Kitt Peak       | Spacewatch             | —         | MPC                           |
| 498045     | 2007 OC11  | 18 jul 2007 | Mount Lemmon    | Mount Lemmon Survey    | —         | MPC                           |
| 498046     | 2007 PT27  | 12 ago 2007 | San Marcello    | Pistoia Mountains Obs. | —         | MPC                           |
| 498047     | 2007 PR30  | 13 ago 2007 | Anderson Mesa   | LONEOS                 | —         | MPC                           |
| 498048     | 2007 QX10  | 23 ago 2007 | Kitt Peak       | Spacewatch             | —         | MPC                           |
| 498049     | 2007 RW42  | 9 set 2007  | Kitt Peak       | Spacewatch             | —         | MPC                           |
| 498050     | 2007 RV43  | 9 set 2007  | Kitt Peak       | Spacewatch             | —         | MPC                           |
| 498051     | 2007 RH45  | 9 set 2007  | Kitt Peak       | Spacewatch             | —         | MPC                           |
| 498052     | 2007 RO45  | 9 set 2007  | Kitt Peak       | Spacewatch             | —         | MPC                           |
| 498053     | 2007 RF46  | 2 abr 2005  | Mount Lemmon    | Mount Lemmon Survey    | —         | MPC                           |
| 498054     | 2007 RF48  | 9 set 2007  | Mount Lemmon    | Mount Lemmon Survey    | —         | MPC                           |
| 498055     | 2007 RH51  | 9 set 2007  | Kitt Peak       | Spacewatch             | —         | MPC                           |
| 498056     | 2007 RT53  | 9 set 2007  | Kitt Peak       | Spacewatch             | —         | MPC                           |
| 498057     | 2007 RT57  | 9 set 2007  | Mount Lemmon    | Mount Lemmon Survey    | —         | MPC                           |
| 498058     | 2007 RM61  | 10 set 2007 | Mount Lemmon    | Mount Lemmon Survey    | —         | MPC                           |
| 498059     | 2007 RA70  | 10 set 2007 | Kitt Peak       | Spacewatch             | —         | MPC                           |
| 498060     | 2007 RO97  | 10 set 2007 | Kitt Peak       | Spacewatch             | —         | MPC                           |
| 498061     | 2007 RV97  | 2 abr 2005  | Mount Lemmon    | Mount Lemmon Survey    | —         | MPC                           |
| 498062     | 2007 RU104 | 21 ago 2007 | Anderson Mesa   | LONEOS                 | —         | MPC                           |
| 498063     | 2007 RB109 | 11 set 2007 | Kitt Peak       | Spacewatch             | —         | MPC                           |
| 498064     | 2007 RJ109 | 11 set 2007 | Kitt Peak       | Spacewatch             | —         | MPC                           |
| 498065     | 2007 RF133 | 10 set 2007 | Kitt Peak       | Spacewatch             | —         | MPC                           |
| 498066     | 2007 RM133 | 14 set 2007 | Catalina        | CSS                    | —         | MPC                           |
| 498067     | 2007 RC134 | 11 set 2007 | Purple Mountain | PMO NEO                | —         | MPC                           |
| 498068     | 2007 RT146 | 15 set 2007 | Mount Lemmon    | Mount Lemmon Survey    | —         | MPC                           |
| 498069     | 2007 RK152 | 10 set 2007 | Kitt Peak       | Spacewatch             | —         | MPC                           |
| 498070     | 2007 RG160 | 12 set 2007 | Mount Lemmon    | Mount Lemmon Survey    | —         | MPC                           |
| 498071     | 2007 RJ160 | 12 set 2007 | Mount Lemmon    | Mount Lemmon Survey    | —         | MPC                           |
| 498072     | 2007 RX167 | 10 set 2007 | Kitt Peak       | Spacewatch             | —         | MPC                           |
| 498073     | 2007 RG168 | 10 set 2007 | Kitt Peak       | Spacewatch             | —         | MPC                           |
| 498074     | 2007 RH169 | 22 ago 2007 | Socorro         | LINEAR                 | —         | MPC                           |
| 498075     | 2007 RB172 | 10 set 2007 | Kitt Peak       | Spacewatch             | —         | MPC                           |
| 498076     | 2007 RY181 | 11 set 2007 | Mount Lemmon    | Mount Lemmon Survey    | —         | MPC                           |
| 498077     | 2007 RO189 | 10 set 2007 | Kitt Peak       | Spacewatch             | —         | MPC                           |
| 498078     | 2007 RK194 | 12 set 2007 | Kitt Peak       | Spacewatch             | —         | MPC                           |
| 498079     | 2007 RJ203 | 13 set 2007 | Kitt Peak       | Spacewatch             | —         | MPC                           |
| 498080     | 2007 RH206 | 10 set 2007 | Kitt Peak       | Spacewatch             | —         | MPC                           |
| 498081     | 2007 RY207 | 10 set 2007 | Kitt Peak       | Spacewatch             | —         | MPC                           |
| 498082     | 2007 RQ208 | 10 set 2007 | Kitt Peak       | Spacewatch             | —         | MPC                           |
| 498083     | 2007 RN213 | 12 set 2007 | Mount Lemmon    | Mount Lemmon Survey    | —         | MPC                           |
| 498084     | 2007 RM215 | 12 set 2007 | Kitt Peak       | Spacewatch             | —         | MPC                           |
| 498085     | 2007 RF221 | 14 set 2007 | Mount Lemmon    | Mount Lemmon Survey    | —         | MPC                           |
| 498086     | 2007 RA225 | 10 set 2007 | Kitt Peak       | Spacewatch             | —         | MPC                           |
| 498087     | 2007 RD227 | 10 set 2007 | Kitt Peak       | Spacewatch             | —         | MPC                           |
| 498088     | 2007 RK237 | 10 set 2007 | Kitt Peak       | Spacewatch             | —         | MPC                           |
| 498089     | 2007 RV244 | 10 set 2007 | Kitt Peak       | Spacewatch             | —         | MPC                           |
| 498090     | 2007 RO245 | 11 set 2007 | Kitt Peak       | Spacewatch             | —         | MPC                           |
| 498091     | 2007 RG257 | 14 set 2007 | Catalina        | CSS                    | —         | MPC                           |
| 498092     | 2007 RH260 | 14 set 2007 | Mount Lemmon    | Mount Lemmon Survey    | —         | MPC                           |
| 498093     | 2007 RT260 | 10 set 2007 | Kitt Peak       | Spacewatch             | —         | MPC                           |
| 498094     | 2007 RC265 | 18 jul 2007 | Mount Lemmon    | Mount Lemmon Survey    | —         | MPC                           |
| 498095     | 2007 RE270 | 15 set 2007 | Mount Lemmon    | Mount Lemmon Survey    | —         | MPC                           |
| 498096     | 2007 RY272 | 15 set 2007 | Kitt Peak       | Spacewatch             | —         | MPC                           |
| 498097     | 2007 RS280 | 13 set 2007 | Catalina        | CSS                    | —         | MPC                           |
| 498098     | 2007 RC292 | 12 set 2007 | Mount Lemmon    | Mount Lemmon Survey    | —         | MPC                           |
| 498099     | 2007 RP292 | 12 set 2007 | Mount Lemmon    | Mount Lemmon Survey    | —         | MPC                           |
| 498100     | 2007 RT292 | 12 set 2007 | Mount Lemmon    | Mount Lemmon Survey    | —         | MPC                           |

## 498101–498200
| Designação | Designação | Descoberta  | Descoberta    | Descobridor(es)     | Categoria | Mais informações / Referência |
| Permanente | Provisória | Data        | Local         | Descobridor(es)     | Categoria | Mais informações / Referência |
| ---------- | ---------- | ----------- | ------------- | ------------------- | --------- | ----------------------------- |
| 498101     | 2007 RW292 | 12 set 2007 | Mount Lemmon  | Mount Lemmon Survey | —         | MPC                           |
| 498102     | 2007 RL294 | 13 set 2007 | Mount Lemmon  | Mount Lemmon Survey | —         | MPC                           |
| 498103     | 2007 RG295 | 14 set 2007 | Mount Lemmon  | Mount Lemmon Survey | —         | MPC                           |
| 498104     | 2007 RV296 | 14 set 2007 | Mount Lemmon  | Mount Lemmon Survey | —         | MPC                           |
| 498105     | 2007 RB297 | 10 set 2007 | Mount Lemmon  | Mount Lemmon Survey | —         | MPC                           |
| 498106     | 2007 RG297 | 10 set 2007 | Kitt Peak     | Spacewatch          | —         | MPC                           |
| 498107     | 2007 RP308 | 13 set 2007 | Mount Lemmon  | Mount Lemmon Survey | —         | MPC                           |
| 498108     | 2007 RN317 | 26 mai 2006 | Kitt Peak     | Spacewatch          | —         | MPC                           |
| 498109     | 2007 RW317 | 10 set 2007 | Catalina      | CSS                 | —         | MPC                           |
| 498110     | 2007 RO320 | 13 set 2007 | Mount Lemmon  | Mount Lemmon Survey | —         | MPC                           |
| 498111     | 2007 RX321 | 9 set 2007  | Mount Lemmon  | Mount Lemmon Survey | —         | MPC                           |
| 498112     | 2007 RO323 | 9 set 2007  | Mount Lemmon  | Mount Lemmon Survey | —         | MPC                           |
| 498113     | 2007 RD324 | 14 set 2007 | Mount Lemmon  | Mount Lemmon Survey | —         | MPC                           |
| 498114     | 2007 RN325 | 15 set 2007 | Mount Lemmon  | Mount Lemmon Survey | —         | MPC                           |
| 498115     | 2007 RR325 | 14 set 2007 | Mount Lemmon  | Mount Lemmon Survey | —         | MPC                           |
| 498116     | 2007 SD3   | 8 set 2007  | Anderson Mesa | LONEOS              | —         | MPC                           |
| 498117     | 2007 SX3   | 16 set 2007 | Socorro       | LINEAR              | —         | MPC                           |
| 498118     | 2007 SH8   | 18 set 2007 | Kitt Peak     | Spacewatch          | —         | MPC                           |
| 498119     | 2007 SF9   | 10 set 2007 | Kitt Peak     | Spacewatch          | —         | MPC                           |
| 498120     | 2007 SF13  | 19 set 2007 | Kitt Peak     | Spacewatch          | —         | MPC                           |
| 498121     | 2007 SA17  | 30 set 2007 | Kitt Peak     | Spacewatch          | —         | MPC                           |
| 498122     | 2007 SZ19  | 18 set 2007 | Mount Lemmon  | Mount Lemmon Survey | —         | MPC                           |
| 498123     | 2007 SD23  | 25 set 2007 | Mount Lemmon  | Mount Lemmon Survey | —         | MPC                           |
| 498124     | 2007 TP6   | 6 out 2007  | Dauban        | Chante-Perdrix Obs. | —         | MPC                           |
| 498125     | 2007 TG15  | 8 out 2007  | Catalina      | CSS                 | —         | MPC                           |
| 498126     | 2007 TG19  | 13 set 2007 | Mount Lemmon  | Mount Lemmon Survey | —         | MPC                           |
| 498127     | 2007 TE26  | 4 out 2007  | Mount Lemmon  | Mount Lemmon Survey | —         | MPC                           |
| 498128     | 2007 TX26  | 4 out 2007  | Kitt Peak     | Spacewatch          | —         | MPC                           |
| 498129     | 2007 TY26  | 14 set 2007 | Mount Lemmon  | Mount Lemmon Survey | —         | MPC                           |
| 498130     | 2007 TA28  | 4 out 2007  | Kitt Peak     | Spacewatch          | —         | MPC                           |
| 498131     | 2007 TQ33  | 6 out 2007  | Kitt Peak     | Spacewatch          | —         | MPC                           |
| 498132     | 2007 TD39  | 6 out 2007  | Kitt Peak     | Spacewatch          | —         | MPC                           |
| 498133     | 2007 TU39  | 6 out 2007  | Kitt Peak     | Spacewatch          | —         | MPC                           |
| 498134     | 2007 TJ41  | 6 out 2007  | Kitt Peak     | Spacewatch          | —         | MPC                           |
| 498135     | 2007 TZ42  | 2 abr 2005  | Mount Lemmon  | Mount Lemmon Survey | —         | MPC                           |
| 498136     | 2007 TT44  | 14 set 2007 | Mount Lemmon  | Mount Lemmon Survey | —         | MPC                           |
| 498137     | 2007 TU46  | 4 out 2007  | Kitt Peak     | Spacewatch          | —         | MPC                           |
| 498138     | 2007 TS51  | 8 set 2007  | Mount Lemmon  | Mount Lemmon Survey | —         | MPC                           |
| 498139     | 2007 TO54  | 4 out 2007  | Kitt Peak     | Spacewatch          | —         | MPC                           |
| 498140     | 2007 TN56  | 4 out 2007  | Kitt Peak     | Spacewatch          | —         | MPC                           |
| 498141     | 2007 TL58  | 4 out 2007  | Kitt Peak     | Spacewatch          | —         | MPC                           |
| 498142     | 2007 TX61  | 7 out 2007  | Mount Lemmon  | Mount Lemmon Survey | —         | MPC                           |
| 498143     | 2007 TR65  | 12 out 2007 | Catalina      | CSS                 | —         | MPC                           |
| 498144     | 2007 TR73  | 15 set 2007 | Catalina      | CSS                 | —         | MPC                           |
| 498145     | 2007 TS80  | 7 out 2007  | Mount Lemmon  | Mount Lemmon Survey | —         | MPC                           |
| 498146     | 2007 TJ87  | 8 out 2007  | Mount Lemmon  | Mount Lemmon Survey | —         | MPC                           |
| 498147     | 2007 TD96  | 9 set 2007  | Mount Lemmon  | Mount Lemmon Survey | —         | MPC                           |
| 498148     | 2007 TZ99  | 10 set 2007 | Mount Lemmon  | Mount Lemmon Survey | —         | MPC                           |
| 498149     | 2007 TB102 | 8 out 2007  | Mount Lemmon  | Mount Lemmon Survey | —         | MPC                           |
| 498150     | 2007 TN102 | 8 out 2007  | Mount Lemmon  | Mount Lemmon Survey | —         | MPC                           |
| 498151     | 2007 TO109 | 7 out 2007  | Mount Lemmon  | Mount Lemmon Survey | —         | MPC                           |
| 498152     | 2007 TK111 | 8 out 2007  | Catalina      | CSS                 | —         | MPC                           |
| 498153     | 2007 TT112 | 12 set 2007 | Mount Lemmon  | Mount Lemmon Survey | —         | MPC                           |
| 498154     | 2007 TY113 | 8 out 2007  | Catalina      | CSS                 | —         | MPC                           |
| 498155     | 2007 TX114 | 8 out 2007  | Kitt Peak     | Spacewatch          | —         | MPC                           |
| 498156     | 2007 TU116 | 20 set 2007 | Catalina      | CSS                 | —         | MPC                           |
| 498157     | 2007 TK123 | 6 out 2007  | Kitt Peak     | Spacewatch          | —         | MPC                           |
| 498158     | 2007 TC128 | 6 out 2007  | Kitt Peak     | Spacewatch          | —         | MPC                           |
| 498159     | 2007 TZ131 | 7 out 2007  | Mount Lemmon  | Mount Lemmon Survey | —         | MPC                           |
| 498160     | 2007 TL132 | 7 out 2007  | Mount Lemmon  | Mount Lemmon Survey | —         | MPC                           |
| 498161     | 2007 TA135 | 8 out 2007  | Kitt Peak     | Spacewatch          | —         | MPC                           |
| 498162     | 2007 TK135 | 12 set 2007 | Mount Lemmon  | Mount Lemmon Survey | —         | MPC                           |
| 498163     | 2007 TV152 | 24 set 2007 | Kitt Peak     | Spacewatch          | —         | MPC                           |
| 498164     | 2007 TN167 | 11 out 2007 | Mount Lemmon  | Mount Lemmon Survey | —         | MPC                           |
| 498165     | 2007 TB168 | 11 out 2007 | Catalina      | CSS                 | —         | MPC                           |
| 498166     | 2007 TU177 | 6 out 2007  | Kitt Peak     | Spacewatch          | —         | MPC                           |
| 498167     | 2007 TZ177 | 6 out 2007  | Kitt Peak     | Spacewatch          | —         | MPC                           |
| 498168     | 2007 TY179 | 13 set 2007 | Mount Lemmon  | Mount Lemmon Survey | —         | MPC                           |
| 498169     | 2007 TG182 | 20 set 2007 | Catalina      | CSS                 | —         | MPC                           |
| 498170     | 2007 TV194 | 7 out 2007  | Mount Lemmon  | Mount Lemmon Survey | —         | MPC                           |
| 498171     | 2007 TC199 | 8 out 2007  | Kitt Peak     | Spacewatch          | —         | MPC                           |
| 498172     | 2007 TK199 | 8 out 2007  | Kitt Peak     | Spacewatch          | —         | MPC                           |
| 498173     | 2007 TX200 | 8 out 2007  | Kitt Peak     | Spacewatch          | —         | MPC                           |
| 498174     | 2007 TY209 | 11 out 2007 | Mount Lemmon  | Mount Lemmon Survey | —         | MPC                           |
| 498175     | 2007 TZ209 | 11 out 2007 | Mount Lemmon  | Mount Lemmon Survey | —         | MPC                           |
| 498176     | 2007 TK211 | 7 out 2007  | Kitt Peak     | Spacewatch          | —         | MPC                           |
| 498177     | 2007 TJ212 | 25 set 2007 | Mount Lemmon  | Mount Lemmon Survey | —         | MPC                           |
| 498178     | 2007 TN215 | 7 out 2007  | Kitt Peak     | Spacewatch          | —         | MPC                           |
| 498179     | 2007 TO220 | 8 out 2007  | Catalina      | CSS                 | —         | MPC                           |
| 498180     | 2007 TV231 | 8 out 2007  | Kitt Peak     | Spacewatch          | —         | MPC                           |
| 498181     | 2007 TE232 | 8 out 2007  | Kitt Peak     | Spacewatch          | —         | MPC                           |
| 498182     | 2007 TU235 | 9 out 2007  | Mount Lemmon  | Mount Lemmon Survey | —         | MPC                           |
| 498183     | 2007 TN255 | 10 out 2007 | Kitt Peak     | Spacewatch          | —         | MPC                           |
| 498184     | 2007 TP260 | 10 out 2007 | Kitt Peak     | Spacewatch          | —         | MPC                           |
| 498185     | 2007 TW271 | 9 out 2007  | Kitt Peak     | Spacewatch          | —         | MPC                           |
| 498186     | 2007 TU283 | 8 out 2007  | Mount Lemmon  | Mount Lemmon Survey | —         | MPC                           |
| 498187     | 2007 TP295 | 4 out 2007  | Kitt Peak     | Spacewatch          | —         | MPC                           |
| 498188     | 2007 TV295 | 9 set 2007  | Mount Lemmon  | Mount Lemmon Survey | —         | MPC                           |
| 498189     | 2007 TN306 | 8 out 2007  | Kitt Peak     | Spacewatch          | —         | MPC                           |
| 498190     | 2007 TS316 | 12 out 2007 | Kitt Peak     | Spacewatch          | —         | MPC                           |
| 498191     | 2007 TA319 | 12 out 2007 | Kitt Peak     | Spacewatch          | —         | MPC                           |
| 498192     | 2007 TJ319 | 14 set 2007 | Mount Lemmon  | Mount Lemmon Survey | —         | MPC                           |
| 498193     | 2007 TO322 | 11 out 2007 | Kitt Peak     | Spacewatch          | —         | MPC                           |
| 498194     | 2007 TH327 | 11 out 2007 | Kitt Peak     | Spacewatch          | —         | MPC                           |
| 498195     | 2007 TP328 | 11 out 2007 | Kitt Peak     | Spacewatch          | —         | MPC                           |
| 498196     | 2007 TZ328 | 11 out 2007 | Kitt Peak     | Spacewatch          | —         | MPC                           |
| 498197     | 2007 TN334 | 18 set 2007 | Mount Lemmon  | Mount Lemmon Survey | —         | MPC                           |
| 498198     | 2007 TH338 | 13 out 2007 | Catalina      | CSS                 | —         | MPC                           |
| 498199     | 2007 TZ342 | 10 out 2007 | Mount Lemmon  | Mount Lemmon Survey | —         | MPC                           |
| 498200     | 2007 TM362 | 14 out 2007 | Mount Lemmon  | Mount Lemmon Survey | —         | MPC                           |

## 498201–498300
| Designação | Designação | Descoberta  | Descoberta    | Descobridor(es)     | Categoria | Mais informações / Referência |
| Permanente | Provisória | Data        | Local         | Descobridor(es)     | Categoria | Mais informações / Referência |
| ---------- | ---------- | ----------- | ------------- | ------------------- | --------- | ----------------------------- |
| 498201     | 2007 TH377 | 11 out 2007 | Mount Lemmon  | Mount Lemmon Survey | —         | MPC                           |
| 498202     | 2007 TF378 | 12 out 2007 | Kitt Peak     | Spacewatch          | —         | MPC                           |
| 498203     | 2007 TJ382 | 14 out 2007 | Kitt Peak     | Spacewatch          | —         | MPC                           |
| 498204     | 2007 TU383 | 6 out 2007  | Kitt Peak     | Spacewatch          | —         | MPC                           |
| 498205     | 2007 TV391 | 15 out 2007 | Catalina      | CSS                 | —         | MPC                           |
| 498206     | 2007 TH404 | 7 out 2007  | Kitt Peak     | Spacewatch          | —         | MPC                           |
| 498207     | 2007 TG405 | 11 out 2007 | Kitt Peak     | Spacewatch          | —         | MPC                           |
| 498208     | 2007 TJ408 | 15 out 2007 | Mount Lemmon  | Mount Lemmon Survey | —         | MPC                           |
| 498209     | 2007 TU412 | 12 set 2007 | Catalina      | CSS                 | —         | MPC                           |
| 498210     | 2007 TY428 | 12 out 2007 | Kitt Peak     | Spacewatch          | —         | MPC                           |
| 498211     | 2007 TP433 | 7 out 2007  | Anderson Mesa | LONEOS              | —         | MPC                           |
| 498212     | 2007 TV433 | 12 out 2007 | Kitt Peak     | Spacewatch          | —         | MPC                           |
| 498213     | 2007 TW433 | 13 out 2007 | Kitt Peak     | Spacewatch          | —         | MPC                           |
| 498214     | 2007 TZ437 | 4 out 2007  | Kitt Peak     | Spacewatch          | —         | MPC                           |
| 498215     | 2007 TP438 | 10 out 2007 | Kitt Peak     | Spacewatch          | —         | MPC                           |
| 498216     | 2007 TV439 | 9 out 2007  | Mount Lemmon  | Mount Lemmon Survey | —         | MPC                           |
| 498217     | 2007 TP440 | 8 out 2007  | Mount Lemmon  | Mount Lemmon Survey | —         | MPC                           |
| 498218     | 2007 TZ442 | 10 out 2007 | Mount Lemmon  | Mount Lemmon Survey | —         | MPC                           |
| 498219     | 2007 TS445 | 7 out 2007  | Mount Lemmon  | Mount Lemmon Survey | —         | MPC                           |
| 498220     | 2007 TL447 | 12 out 2007 | Socorro       | LINEAR              | —         | MPC                           |
| 498221     | 2007 TG448 | 7 out 2007  | Mount Lemmon  | Mount Lemmon Survey | —         | MPC                           |
| 498222     | 2007 TM449 | 10 out 2007 | Kitt Peak     | Spacewatch          | —         | MPC                           |
| 498223     | 2007 TY449 | 10 out 2007 | Kitt Peak     | Spacewatch          | —         | MPC                           |
| 498224     | 2007 TM451 | 15 out 2007 | Socorro       | LINEAR              | —         | MPC                           |
| 498225     | 2007 UH5   | 13 set 2007 | Mount Lemmon  | Mount Lemmon Survey | —         | MPC                           |
| 498226     | 2007 UM13  | 16 out 2007 | Mount Lemmon  | Mount Lemmon Survey | —         | MPC                           |
| 498227     | 2007 UK15  | 9 set 2007  | Mount Lemmon  | Mount Lemmon Survey | —         | MPC                           |
| 498228     | 2007 UH19  | 7 out 2007  | Mount Lemmon  | Mount Lemmon Survey | —         | MPC                           |
| 498229     | 2007 UX21  | 12 out 2007 | Kitt Peak     | Spacewatch          | —         | MPC                           |
| 498230     | 2007 UL24  | 8 out 2007  | Kitt Peak     | Spacewatch          | —         | MPC                           |
| 498231     | 2007 UZ27  | 10 set 2007 | Kitt Peak     | Spacewatch          | —         | MPC                           |
| 498232     | 2007 UY41  | 16 out 2007 | Mount Lemmon  | Mount Lemmon Survey | —         | MPC                           |
| 498233     | 2007 UJ52  | 24 out 2007 | Mount Lemmon  | Mount Lemmon Survey | —         | MPC                           |
| 498234     | 2007 UA53  | 12 out 2007 | Kitt Peak     | Spacewatch          | —         | MPC                           |
| 498235     | 2007 UD53  | 12 out 2007 | Kitt Peak     | Spacewatch          | —         | MPC                           |
| 498236     | 2007 UM54  | 11 out 2007 | Kitt Peak     | Spacewatch          | —         | MPC                           |
| 498237     | 2007 US55  | 10 out 2007 | Kitt Peak     | Spacewatch          | —         | MPC                           |
| 498238     | 2007 UP57  | 7 out 2007  | Mount Lemmon  | Mount Lemmon Survey | —         | MPC                           |
| 498239     | 2007 UJ59  | 10 out 2007 | Kitt Peak     | Spacewatch          | —         | MPC                           |
| 498240     | 2007 UZ69  | 30 out 2007 | Mount Lemmon  | Mount Lemmon Survey | —         | MPC                           |
| 498241     | 2007 UY72  | 9 out 2007  | Kitt Peak     | Spacewatch          | —         | MPC                           |
| 498242     | 2007 UU73  | 7 out 2007  | Mount Lemmon  | Mount Lemmon Survey | —         | MPC                           |
| 498243     | 2007 UQ79  | 30 out 2007 | Mount Lemmon  | Mount Lemmon Survey | —         | MPC                           |
| 498244     | 2007 UH84  | 18 set 2007 | Mount Lemmon  | Mount Lemmon Survey | —         | MPC                           |
| 498245     | 2007 US88  | 12 out 2007 | Kitt Peak     | Spacewatch          | —         | MPC                           |
| 498246     | 2007 UF90  | 30 out 2007 | Mount Lemmon  | Mount Lemmon Survey | —         | MPC                           |
| 498247     | 2007 UB93  | 12 out 2007 | Kitt Peak     | Spacewatch          | —         | MPC                           |
| 498248     | 2007 UA96  | 30 out 2007 | Mount Lemmon  | Mount Lemmon Survey | —         | MPC                           |
| 498249     | 2007 UO97  | 30 out 2007 | Mount Lemmon  | Mount Lemmon Survey | —         | MPC                           |
| 498250     | 2007 UW98  | 17 out 2007 | Mount Lemmon  | Mount Lemmon Survey | —         | MPC                           |
| 498251     | 2007 UJ99  | 30 out 2007 | Kitt Peak     | Spacewatch          | —         | MPC                           |
| 498252     | 2007 UC100 | 30 out 2007 | Kitt Peak     | Spacewatch          | —         | MPC                           |
| 498253     | 2007 UR102 | 11 out 2007 | Kitt Peak     | Spacewatch          | —         | MPC                           |
| 498254     | 2007 UB113 | 30 out 2007 | Catalina      | CSS                 | —         | MPC                           |
| 498255     | 2007 UK113 | 31 out 2007 | Kitt Peak     | Spacewatch          | —         | MPC                           |
| 498256     | 2007 UC114 | 16 out 2007 | Mount Lemmon  | Mount Lemmon Survey | —         | MPC                           |
| 498257     | 2007 UY115 | 31 out 2007 | Kitt Peak     | Spacewatch          | —         | MPC                           |
| 498258     | 2007 UM116 | 12 out 2007 | Kitt Peak     | Spacewatch          | —         | MPC                           |
| 498259     | 2007 UG117 | 15 out 2007 | Kitt Peak     | Spacewatch          | —         | MPC                           |
| 498260     | 2007 UU122 | 14 set 2007 | Mount Lemmon  | Mount Lemmon Survey | —         | MPC                           |
| 498261     | 2007 UL124 | 4 out 2007  | Kitt Peak     | Spacewatch          | —         | MPC                           |
| 498262     | 2007 US126 | 10 set 2007 | Kitt Peak     | Spacewatch          | —         | MPC                           |
| 498263     | 2007 UW127 | 24 out 2007 | Mount Lemmon  | Mount Lemmon Survey | —         | MPC                           |
| 498264     | 2007 UF129 | 19 out 2007 | Mount Lemmon  | Mount Lemmon Survey | —         | MPC                           |
| 498265     | 2007 UG135 | 14 set 2007 | Mount Lemmon  | Mount Lemmon Survey | —         | MPC                           |
| 498266     | 2007 UK138 | 19 out 2007 | Kitt Peak     | Spacewatch          | —         | MPC                           |
| 498267     | 2007 VF    | 15 out 2007 | Mount Lemmon  | Mount Lemmon Survey | —         | MPC                           |
| 498268     | 2007 VJ4   | 16 out 2007 | Catalina      | CSS                 | —         | MPC                           |
| 498269     | 2007 VW4   | 3 nov 2007  | Gnosca        | S. Sposetti         | —         | MPC                           |
| 498270     | 2007 VM10  | 26 set 2007 | Mount Lemmon  | Mount Lemmon Survey | —         | MPC                           |
| 498271     | 2007 VO10  | 25 set 2007 | Mount Lemmon  | Mount Lemmon Survey | —         | MPC                           |
| 498272     | 2007 VB15  | 1 nov 2007  | Kitt Peak     | Spacewatch          | —         | MPC                           |
| 498273     | 2007 VO27  | 2 nov 2007  | Mount Lemmon  | Mount Lemmon Survey | —         | MPC                           |
| 498274     | 2007 VD30  | 11 out 2007 | Mount Lemmon  | Mount Lemmon Survey | —         | MPC                           |
| 498275     | 2007 VT32  | 7 out 2007  | Kitt Peak     | Spacewatch          | —         | MPC                           |
| 498276     | 2007 VT33  | 19 out 2007 | Kitt Peak     | Spacewatch          | —         | MPC                           |
| 498277     | 2007 VS34  | 3 nov 2007  | Kitt Peak     | Spacewatch          | —         | MPC                           |
| 498278     | 2007 VC46  | 1 nov 2007  | Kitt Peak     | Spacewatch          | —         | MPC                           |
| 498279     | 2007 VH46  | 1 nov 2007  | Kitt Peak     | Spacewatch          | —         | MPC                           |
| 498280     | 2007 VD48  | 9 out 2007  | Kitt Peak     | Spacewatch          | —         | MPC                           |
| 498281     | 2007 VF49  | 1 nov 2007  | Kitt Peak     | Spacewatch          | —         | MPC                           |
| 498282     | 2007 VK50  | 9 out 2007  | Kitt Peak     | Spacewatch          | —         | MPC                           |
| 498283     | 2007 VQ50  | 9 out 2007  | Kitt Peak     | Spacewatch          | —         | MPC                           |
| 498284     | 2007 VM58  | 1 nov 2007  | Kitt Peak     | Spacewatch          | —         | MPC                           |
| 498285     | 2007 VS60  | 1 nov 2007  | Kitt Peak     | Spacewatch          | —         | MPC                           |
| 498286     | 2007 VX62  | 1 nov 2007  | Kitt Peak     | Spacewatch          | —         | MPC                           |
| 498287     | 2007 VL66  | 2 nov 2007  | Kitt Peak     | Spacewatch          | —         | MPC                           |
| 498288     | 2007 VH71  | 21 out 2007 | Catalina      | CSS                 | —         | MPC                           |
| 498289     | 2007 VK75  | 8 out 2007  | Mount Lemmon  | Mount Lemmon Survey | —         | MPC                           |
| 498290     | 2007 VJ76  | 21 out 2007 | Kitt Peak     | Spacewatch          | —         | MPC                           |
| 498291     | 2007 VY78  | 3 nov 2007  | Kitt Peak     | Spacewatch          | —         | MPC                           |
| 498292     | 2007 VC80  | 3 nov 2007  | Kitt Peak     | Spacewatch          | —         | MPC                           |
| 498293     | 2007 VO88  | 2 nov 2007  | Socorro       | LINEAR              | —         | MPC                           |
| 498294     | 2007 VE96  | 12 out 2007 | Mount Lemmon  | Mount Lemmon Survey | —         | MPC                           |
| 498295     | 2007 VS97  | 1 nov 2007  | Kitt Peak     | Spacewatch          | —         | MPC                           |
| 498296     | 2007 VR98  | 15 out 2007 | Kitt Peak     | Spacewatch          | —         | MPC                           |
| 498297     | 2007 VH99  | 2 nov 2007  | Kitt Peak     | Spacewatch          | —         | MPC                           |
| 498298     | 2007 VE101 | 2 nov 2007  | Kitt Peak     | Spacewatch          | —         | MPC                           |
| 498299     | 2007 VO104 | 14 out 2007 | Mount Lemmon  | Mount Lemmon Survey | —         | MPC                           |
| 498300     | 2007 VW106 | 3 nov 2007  | Kitt Peak     | Spacewatch          | —         | MPC                           |

## 498301–498400
| Designação | Designação | Descoberta  | Descoberta        | Descobridor(es)     | Categoria | Mais informações / Referência |
| Permanente | Provisória | Data        | Local             | Descobridor(es)     | Categoria | Mais informações / Referência |
| ---------- | ---------- | ----------- | ----------------- | ------------------- | --------- | ----------------------------- |
| 498301     | 2007 VE107 | 17 out 2007 | Mount Lemmon      | Mount Lemmon Survey | —         | MPC                           |
| 498302     | 2007 VS108 | 3 nov 2007  | Kitt Peak         | Spacewatch          | —         | MPC                           |
| 498303     | 2007 VC109 | 15 set 2007 | Mount Lemmon      | Mount Lemmon Survey | —         | MPC                           |
| 498304     | 2007 VH109 | 20 out 2007 | Mount Lemmon      | Mount Lemmon Survey | —         | MPC                           |
| 498305     | 2007 VR112 | 20 out 2007 | Mount Lemmon      | Mount Lemmon Survey | —         | MPC                           |
| 498306     | 2007 VU117 | 25 set 2007 | Mount Lemmon      | Mount Lemmon Survey | —         | MPC                           |
| 498307     | 2007 VK118 | 13 set 2007 | Mount Lemmon      | Mount Lemmon Survey | —         | MPC                           |
| 498308     | 2007 VG128 | 12 out 2007 | Kitt Peak         | Spacewatch          | —         | MPC                           |
| 498309     | 2007 VT131 | 16 out 2007 | Kitt Peak         | Spacewatch          | —         | MPC                           |
| 498310     | 2007 VM138 | 21 out 2007 | Kitt Peak         | Spacewatch          | —         | MPC                           |
| 498311     | 2007 VW139 | 17 out 2007 | Mount Lemmon      | Mount Lemmon Survey | —         | MPC                           |
| 498312     | 2007 VY143 | 4 nov 2007  | Kitt Peak         | Spacewatch          | —         | MPC                           |
| 498313     | 2007 VG146 | 4 nov 2007  | Kitt Peak         | Spacewatch          | —         | MPC                           |
| 498314     | 2007 VQ147 | 4 nov 2007  | Kitt Peak         | Spacewatch          | —         | MPC                           |
| 498315     | 2007 VD148 | 4 nov 2007  | Kitt Peak         | Spacewatch          | —         | MPC                           |
| 498316     | 2007 VH153 | 20 out 2007 | Mount Lemmon      | Mount Lemmon Survey | —         | MPC                           |
| 498317     | 2007 VU155 | 5 nov 2007  | Kitt Peak         | Spacewatch          | —         | MPC                           |
| 498318     | 2007 VX155 | 5 nov 2007  | Kitt Peak         | Spacewatch          | —         | MPC                           |
| 498319     | 2007 VN157 | 20 out 2007 | Mount Lemmon      | Mount Lemmon Survey | —         | MPC                           |
| 498320     | 2007 VX158 | 5 nov 2007  | Kitt Peak         | Spacewatch          | —         | MPC                           |
| 498321     | 2007 VF166 | 15 out 2007 | Mount Lemmon      | Mount Lemmon Survey | —         | MPC                           |
| 498322     | 2007 VG170 | 6 nov 2007  | Kitt Peak         | Spacewatch          | —         | MPC                           |
| 498323     | 2007 VH170 | 6 nov 2007  | Kitt Peak         | Spacewatch          | —         | MPC                           |
| 498324     | 2007 VD178 | 4 out 2007  | Kitt Peak         | Spacewatch          | —         | MPC                           |
| 498325     | 2007 VC182 | 8 out 2007  | Kitt Peak         | Spacewatch          | —         | MPC                           |
| 498326     | 2007 VK183 | 8 nov 2007  | Catalina          | CSS                 | —         | MPC                           |
| 498327     | 2007 VX188 | 31 out 2007 | Kitt Peak         | Spacewatch          | —         | MPC                           |
| 498328     | 2007 VT205 | 12 out 2007 | Kitt Peak         | Spacewatch          | —         | MPC                           |
| 498329     | 2007 VW210 | 9 nov 2007  | Kitt Peak         | Spacewatch          | —         | MPC                           |
| 498330     | 2007 VB213 | 9 nov 2007  | Kitt Peak         | Spacewatch          | —         | MPC                           |
| 498331     | 2007 VS226 | 15 out 2007 | Mount Lemmon      | Mount Lemmon Survey | —         | MPC                           |
| 498332     | 2007 VO228 | 12 nov 2007 | Mount Lemmon      | Mount Lemmon Survey | —         | MPC                           |
| 498333     | 2007 VH232 | 7 nov 2007  | Kitt Peak         | Spacewatch          | —         | MPC                           |
| 498334     | 2007 VE234 | 1 nov 2007  | Kitt Peak         | Spacewatch          | —         | MPC                           |
| 498335     | 2007 VD235 | 9 nov 2007  | Kitt Peak         | Spacewatch          | —         | MPC                           |
| 498336     | 2007 VZ235 | 11 out 2007 | Kitt Peak         | Spacewatch          | —         | MPC                           |
| 498337     | 2007 VQ238 | 5 nov 2007  | Kitt Peak         | Spacewatch          | —         | MPC                           |
| 498338     | 2007 VU240 | 9 nov 2007  | Catalina          | CSS                 | —         | MPC                           |
| 498339     | 2007 VU243 | 1 nov 2007  | Kitt Peak         | Spacewatch          | —         | MPC                           |
| 498340     | 2007 VW243 | 13 nov 2007 | Anderson Mesa     | LONEOS              | —         | MPC                           |
| 498341     | 2007 VY243 | 9 set 2007  | Mount Lemmon      | Mount Lemmon Survey | —         | MPC                           |
| 498342     | 2007 VZ247 | 12 out 2007 | Mount Lemmon      | Mount Lemmon Survey | —         | MPC                           |
| 498343     | 2007 VS256 | 13 nov 2007 | Mount Lemmon      | Mount Lemmon Survey | —         | MPC                           |
| 498344     | 2007 VX258 | 10 out 2007 | Catalina          | CSS                 | —         | MPC                           |
| 498345     | 2007 VK273 | 12 nov 2007 | Catalina          | CSS                 | —         | MPC                           |
| 498346     | 2007 VC277 | 14 nov 2007 | Kitt Peak         | Spacewatch          | —         | MPC                           |
| 498347     | 2007 VF279 | 3 nov 2007  | Kitt Peak         | Spacewatch          | —         | MPC                           |
| 498348     | 2007 VS288 | 13 nov 2007 | Anderson Mesa     | LONEOS              | —         | MPC                           |
| 498349     | 2007 VQ303 | 17 out 2007 | Catalina          | CSS                 | —         | MPC                           |
| 498350     | 2007 VZ303 | 17 out 2007 | Catalina          | CSS                 | —         | MPC                           |
| 498351     | 2007 VR305 | 3 nov 2007  | Mount Lemmon      | Mount Lemmon Survey | —         | MPC                           |
| 498352     | 2007 VX306 | 2 nov 2007  | Kitt Peak         | Spacewatch          | —         | MPC                           |
| 498353     | 2007 VE307 | 2 nov 2007  | Kitt Peak         | Spacewatch          | —         | MPC                           |
| 498354     | 2007 VX308 | 8 nov 2007  | Catalina          | CSS                 | —         | MPC                           |
| 498355     | 2007 VP309 | 2 nov 2007  | Mount Lemmon      | Mount Lemmon Survey | —         | MPC                           |
| 498356     | 2007 VV311 | 3 nov 2007  | Kitt Peak         | Spacewatch          | —         | MPC                           |
| 498357     | 2007 VX314 | 2 nov 2007  | Kitt Peak         | Spacewatch          | —         | MPC                           |
| 498358     | 2007 VD315 | 4 nov 2007  | Mount Lemmon      | Mount Lemmon Survey | —         | MPC                           |
| 498359     | 2007 VK315 | 5 nov 2007  | Kitt Peak         | Spacewatch          | —         | MPC                           |
| 498360     | 2007 VK316 | 5 nov 2007  | Kitt Peak         | Spacewatch          | —         | MPC                           |
| 498361     | 2007 VW318 | 1 nov 2007  | Kitt Peak         | Spacewatch          | —         | MPC                           |
| 498362     | 2007 VA320 | 1 nov 2007  | Kitt Peak         | Spacewatch          | —         | MPC                           |
| 498363     | 2007 VZ322 | 2 nov 2007  | Kitt Peak         | Spacewatch          | —         | MPC                           |
| 498364     | 2007 VS324 | 8 nov 2007  | Socorro           | LINEAR              | —         | MPC                           |
| 498365     | 2007 VT324 | 8 nov 2007  | Mount Lemmon      | Mount Lemmon Survey | —         | MPC                           |
| 498366     | 2007 VV324 | 8 nov 2007  | Mount Lemmon      | Mount Lemmon Survey | —         | MPC                           |
| 498367     | 2007 VC325 | 1 nov 2007  | Kitt Peak         | Spacewatch          | —         | MPC                           |
| 498368     | 2007 VT326 | 4 nov 2007  | Kitt Peak         | Spacewatch          | —         | MPC                           |
| 498369     | 2007 VW326 | 4 nov 2007  | Kitt Peak         | Spacewatch          | —         | MPC                           |
| 498370     | 2007 VF330 | 3 nov 2007  | Kitt Peak         | Spacewatch          | —         | MPC                           |
| 498371     | 2007 VH332 | 7 nov 2007  | Mount Lemmon      | Mount Lemmon Survey | —         | MPC                           |
| 498372     | 2007 VP334 | 14 nov 2007 | Kitt Peak         | Spacewatch          | —         | MPC                           |
| 498373     | 2007 WL21  | 5 nov 2007  | Kitt Peak         | Spacewatch          | —         | MPC                           |
| 498374     | 2007 WJ22  | 9 out 2007  | Kitt Peak         | Spacewatch          | —         | MPC                           |
| 498375     | 2007 WB23  | 21 out 2007 | Kitt Peak         | Spacewatch          | —         | MPC                           |
| 498376     | 2007 WC23  | 1 nov 2007  | Kitt Peak         | Spacewatch          | —         | MPC                           |
| 498377     | 2007 WF23  | 10 out 2007 | Kitt Peak         | Spacewatch          | —         | MPC                           |
| 498378     | 2007 WC25  | 2 nov 2007  | Kitt Peak         | Spacewatch          | —         | MPC                           |
| 498379     | 2007 WR26  | 10 out 2007 | Kitt Peak         | Spacewatch          | —         | MPC                           |
| 498380     | 2007 WX27  | 3 nov 2007  | Kitt Peak         | Spacewatch          | —         | MPC                           |
| 498381     | 2007 WX45  | 18 set 2007 | Mount Lemmon      | Mount Lemmon Survey | —         | MPC                           |
| 498382     | 2007 WV46  | 3 nov 2007  | Mount Lemmon      | Mount Lemmon Survey | —         | MPC                           |
| 498383     | 2007 WL51  | 8 nov 2007  | Kitt Peak         | Spacewatch          | —         | MPC                           |
| 498384     | 2007 WC63  | 19 nov 2007 | Kitt Peak         | Spacewatch          | —         | MPC                           |
| 498385     | 2007 XF1   | 20 out 2007 | Mount Lemmon      | Mount Lemmon Survey | —         | MPC                           |
| 498386     | 2007 XL1   | 14 out 2007 | Mount Lemmon      | Mount Lemmon Survey | —         | MPC                           |
| 498387     | 2007 XP5   | 12 nov 2007 | Socorro           | LINEAR              | —         | MPC                           |
| 498388     | 2007 XT8   | 2 nov 2007  | Mount Lemmon      | Mount Lemmon Survey | —         | MPC                           |
| 498389     | 2007 XR14  | 5 dez 2007  | Mount Lemmon      | Mount Lemmon Survey | —         | MPC                           |
| 498390     | 2007 XN24  | 13 dez 2007 | Socorro           | LINEAR              | —         | MPC                           |
| 498391     | 2007 XC25  | 15 dez 2007 | Bergisch Gladbach | W. Bickel           | —         | MPC                           |
| 498392     | 2007 XH26  | 21 out 2007 | Mount Lemmon      | Mount Lemmon Survey | —         | MPC                           |
| 498393     | 2007 XL27  | 4 dez 2007  | Kitt Peak         | Spacewatch          | —         | MPC                           |
| 498394     | 2007 XV29  | 9 nov 2007  | XuYi              | PMO NEO             | —         | MPC                           |
| 498395     | 2007 XW31  | 16 out 2007 | Mount Lemmon      | Mount Lemmon Survey | —         | MPC                           |
| 498396     | 2007 XW40  | 18 nov 2007 | Kitt Peak         | Spacewatch          | —         | MPC                           |
| 498397     | 2007 XO42  | 14 dez 2007 | Mount Lemmon      | Mount Lemmon Survey | —         | MPC                           |
| 498398     | 2007 XO51  | 4 dez 2007  | Mount Lemmon      | Mount Lemmon Survey | —         | MPC                           |
| 498399     | 2007 XG53  | 4 dez 2007  | Kitt Peak         | Spacewatch          | —         | MPC                           |
| 498400     | 2007 YF7   | 1 nov 2007  | Kitt Peak         | Spacewatch          | —         | MPC                           |

## 498401–498500
| Designação | Designação | Descoberta  | Descoberta      | Descobridor(es)     | Categoria | Mais informações / Referência |
| Permanente | Provisória | Data        | Local           | Descobridor(es)     | Categoria | Mais informações / Referência |
| ---------- | ---------- | ----------- | --------------- | ------------------- | --------- | ----------------------------- |
| 498401     | 2007 YU35  | 15 out 2007 | Mount Lemmon    | Mount Lemmon Survey | —         | MPC                           |
| 498402     | 2007 YS42  | 18 nov 2007 | Mount Lemmon    | Mount Lemmon Survey | —         | MPC                           |
| 498403     | 2007 YP43  | 30 dez 2007 | Kitt Peak       | Spacewatch          | —         | MPC                           |
| 498404     | 2007 YM47  | 30 dez 2007 | Mount Lemmon    | Mount Lemmon Survey | —         | MPC                           |
| 498405     | 2007 YP49  | 28 dez 2007 | Kitt Peak       | Spacewatch          | —         | MPC                           |
| 498406     | 2007 YF50  | 3 nov 2007  | Mount Lemmon    | Mount Lemmon Survey | —         | MPC                           |
| 498407     | 2007 YD51  | 28 dez 2007 | Kitt Peak       | Spacewatch          | —         | MPC                           |
| 498408     | 2007 YU52  | 13 dez 2007 | Socorro         | LINEAR              | —         | MPC                           |
| 498409     | 2007 YD59  | 15 dez 2007 | Socorro         | LINEAR              | —         | MPC                           |
| 498410     | 2007 YZ63  | 18 dez 2007 | Mount Lemmon    | Mount Lemmon Survey | —         | MPC                           |
| 498411     | 2007 YB71  | 16 dez 2007 | Catalina        | CSS                 | —         | MPC                           |
| 498412     | 2007 YR72  | 19 dez 2007 | Socorro         | LINEAR              | —         | MPC                           |
| 498413     | 2008 AO2   | 6 jan 2008  | La Sagra        | Mallorca Obs.       | —         | MPC                           |
| 498414     | 2008 AA5   | 7 jan 2008  | Lulin           | LUSS                | —         | MPC                           |
| 498415     | 2008 AV14  | 30 dez 2007 | Kitt Peak       | Spacewatch          | —         | MPC                           |
| 498416     | 2008 AA15  | 10 jan 2008 | Kitt Peak       | Spacewatch          | —         | MPC                           |
| 498417     | 2008 AF19  | 10 jan 2008 | Mount Lemmon    | Mount Lemmon Survey | —         | MPC                           |
| 498418     | 2008 AQ20  | 10 jan 2008 | Mount Lemmon    | Mount Lemmon Survey | —         | MPC                           |
| 498419     | 2008 AG21  | 10 jan 2008 | Mount Lemmon    | Mount Lemmon Survey | —         | MPC                           |
| 498420     | 2008 AZ29  | 8 jan 2008  | Altschwendt     | W. Ries             | —         | MPC                           |
| 498421     | 2008 AF39  | 30 dez 2007 | Mount Lemmon    | Mount Lemmon Survey | —         | MPC                           |
| 498422     | 2008 AZ41  | 10 jan 2008 | Mount Lemmon    | Mount Lemmon Survey | —         | MPC                           |
| 498423     | 2008 AA42  | 10 jan 2008 | Mount Lemmon    | Mount Lemmon Survey | —         | MPC                           |
| 498424     | 2008 AH47  | 16 dez 2007 | Kitt Peak       | Spacewatch          | —         | MPC                           |
| 498425     | 2008 AS48  | 28 dez 2007 | Kitt Peak       | Spacewatch          | —         | MPC                           |
| 498426     | 2008 AE49  | 28 dez 2007 | Kitt Peak       | Spacewatch          | —         | MPC                           |
| 498427     | 2008 AM52  | 17 out 2007 | Mount Lemmon    | Mount Lemmon Survey | —         | MPC                           |
| 498428     | 2008 AY66  | 11 jan 2008 | Kitt Peak       | Spacewatch          | —         | MPC                           |
| 498429     | 2008 AY70  | 12 jan 2008 | Kitt Peak       | Spacewatch          | —         | MPC                           |
| 498430     | 2008 AX75  | 11 jan 2008 | Kitt Peak       | Spacewatch          | —         | MPC                           |
| 498431     | 2008 AY75  | 11 jan 2008 | Kitt Peak       | Spacewatch          | —         | MPC                           |
| 498432     | 2008 AH77  | 1 jan 2008  | Kitt Peak       | Spacewatch          | —         | MPC                           |
| 498433     | 2008 AA84  | 15 jan 2008 | Kitt Peak       | Spacewatch          | —         | MPC                           |
| 498434     | 2008 AQ91  | 30 dez 2007 | Mount Lemmon    | Mount Lemmon Survey | —         | MPC                           |
| 498435     | 2008 AC94  | 1 jan 2008  | Kitt Peak       | Spacewatch          | —         | MPC                           |
| 498436     | 2008 AC105 | 18 dez 2007 | Mount Lemmon    | Mount Lemmon Survey | —         | MPC                           |
| 498437     | 2008 AH106 | 18 nov 2007 | Mount Lemmon    | Mount Lemmon Survey | —         | MPC                           |
| 498438     | 2008 AF108 | 15 jan 2008 | Kitt Peak       | Spacewatch          | —         | MPC                           |
| 498439     | 2008 AY109 | 14 dez 2007 | Mount Lemmon    | Mount Lemmon Survey | —         | MPC                           |
| 498440     | 2008 AO110 | 15 jan 2008 | Kitt Peak       | Spacewatch          | —         | MPC                           |
| 498441     | 2008 AZ110 | 15 jan 2008 | Kitt Peak       | Spacewatch          | —         | MPC                           |
| 498442     | 2008 AD111 | 15 jan 2008 | Kitt Peak       | Spacewatch          | —         | MPC                           |
| 498443     | 2008 AX113 | 10 jan 2008 | Mount Lemmon    | Mount Lemmon Survey | —         | MPC                           |
| 498444     | 2008 AV115 | 11 jan 2008 | Mount Lemmon    | Mount Lemmon Survey | —         | MPC                           |
| 498445     | 2008 AJ116 | 12 jan 2008 | Kitt Peak       | Spacewatch          | —         | MPC                           |
| 498446     | 2008 AN116 | 1 jan 2008  | Kitt Peak       | Spacewatch          | —         | MPC                           |
| 498447     | 2008 AY116 | 13 jan 2008 | Kitt Peak       | Spacewatch          | —         | MPC                           |
| 498448     | 2008 AA138 | 13 jan 2008 | Kitt Peak       | Spacewatch          | —         | MPC                           |
| 498449     | 2008 BM16  | 13 jan 2008 | Kitt Peak       | Spacewatch          | —         | MPC                           |
| 498450     | 2008 BH20  | 30 dez 2007 | Mount Lemmon    | Mount Lemmon Survey | —         | MPC                           |
| 498451     | 2008 BQ26  | 11 jan 2008 | Mount Lemmon    | Mount Lemmon Survey | —         | MPC                           |
| 498452     | 2008 BL29  | 30 jan 2008 | Mount Lemmon    | Mount Lemmon Survey | —         | MPC                           |
| 498453     | 2008 BH31  | 30 jan 2008 | Mount Lemmon    | Mount Lemmon Survey | —         | MPC                           |
| 498454     | 2008 BA38  | 31 jan 2008 | Mount Lemmon    | Mount Lemmon Survey | —         | MPC                           |
| 498455     | 2008 BF38  | 31 dez 2007 | Mount Lemmon    | Mount Lemmon Survey | —         | MPC                           |
| 498456     | 2008 BK41  | 5 jan 2008  | XuYi            | PMO NEO             | —         | MPC                           |
| 498457     | 2008 BB48  | 16 jan 2008 | Kitt Peak       | Spacewatch          | —         | MPC                           |
| 498458     | 2008 BE53  | 19 jan 2008 | Mount Lemmon    | Mount Lemmon Survey | —         | MPC                           |
| 498459     | 2008 BN53  | 30 jan 2008 | Catalina        | CSS                 | —         | MPC                           |
| 498460     | 2008 CC5   | 2 fev 2008  | Kitt Peak       | Spacewatch          | —         | MPC                           |
| 498461     | 2008 CD8   | 11 jan 2008 | Mount Lemmon    | Mount Lemmon Survey | —         | MPC                           |
| 498462     | 2008 CC17  | 3 fev 2008  | Kitt Peak       | Spacewatch          | —         | MPC                           |
| 498463     | 2008 CJ21  | 7 fev 2008  | Altschwendt     | W. Ries             | —         | MPC                           |
| 498464     | 2008 CA30  | 14 out 2007 | Mount Lemmon    | Mount Lemmon Survey | —         | MPC                           |
| 498465     | 2008 CE30  | 10 jan 2008 | Mount Lemmon    | Mount Lemmon Survey | —         | MPC                           |
| 498466     | 2008 CZ30  | 19 jan 2008 | Kitt Peak       | Spacewatch          | —         | MPC                           |
| 498467     | 2008 CM34  | 2 fev 2008  | Kitt Peak       | Spacewatch          | —         | MPC                           |
| 498468     | 2008 CN40  | 2 fev 2008  | Kitt Peak       | Spacewatch          | —         | MPC                           |
| 498469     | 2008 CB43  | 2 fev 2008  | Kitt Peak       | Spacewatch          | —         | MPC                           |
| 498470     | 2008 CY48  | 6 fev 2008  | Catalina        | CSS                 | —         | MPC                           |
| 498471     | 2008 CA51  | 6 fev 2008  | Purple Mountain | PMO NEO             | —         | MPC                           |
| 498472     | 2008 CN56  | 7 fev 2008  | Mount Lemmon    | Mount Lemmon Survey | —         | MPC                           |
| 498473     | 2008 CC57  | 14 jan 2008 | Kitt Peak       | Spacewatch          | —         | MPC                           |
| 498474     | 2008 CQ58  | 7 fev 2008  | Mount Lemmon    | Mount Lemmon Survey | —         | MPC                           |
| 498475     | 2008 CT62  | 8 fev 2008  | Kitt Peak       | Spacewatch          | —         | MPC                           |
| 498476     | 2008 CV73  | 11 set 2007 | Mount Lemmon    | Mount Lemmon Survey | —         | MPC                           |
| 498477     | 2008 CH75  | 10 jan 2008 | Mount Lemmon    | Mount Lemmon Survey | —         | MPC                           |
| 498478     | 2008 CU77  | 29 nov 2003 | Kitt Peak       | Spacewatch          | —         | MPC                           |
| 498479     | 2008 CX78  | 7 fev 2008  | Kitt Peak       | Spacewatch          | —         | MPC                           |
| 498480     | 2008 CA84  | 29 ago 2006 | Kitt Peak       | Spacewatch          | —         | MPC                           |
| 498481     | 2008 CW87  | 7 fev 2008  | Mount Lemmon    | Mount Lemmon Survey | —         | MPC                           |
| 498482     | 2008 CQ98  | 30 jan 2008 | Mount Lemmon    | Mount Lemmon Survey | —         | MPC                           |
| 498483     | 2008 CH101 | 9 fev 2008  | Mount Lemmon    | Mount Lemmon Survey | —         | MPC                           |
| 498484     | 2008 CS108 | 9 fev 2008  | Catalina        | CSS                 | —         | MPC                           |
| 498485     | 2008 CE115 | 10 fev 2008 | Kitt Peak       | Spacewatch          | —         | MPC                           |
| 498486     | 2008 CC128 | 11 jan 2008 | Mount Lemmon    | Mount Lemmon Survey | —         | MPC                           |
| 498487     | 2008 CM129 | 8 fev 2008  | Kitt Peak       | Spacewatch          | —         | MPC                           |
| 498488     | 2008 CV130 | 30 jan 2008 | Mount Lemmon    | Mount Lemmon Survey | —         | MPC                           |
| 498489     | 2008 CE132 | 8 fev 2008  | Kitt Peak       | Spacewatch          | —         | MPC                           |
| 498490     | 2008 CV134 | 8 fev 2008  | Mount Lemmon    | Mount Lemmon Survey | —         | MPC                           |
| 498491     | 2008 CQ161 | 7 nov 2007  | Mount Lemmon    | Mount Lemmon Survey | —         | MPC                           |
| 498492     | 2008 CF176 | 1 jan 2008  | Catalina        | CSS                 | —         | MPC                           |
| 498493     | 2008 CK179 | 13 nov 2007 | Mount Lemmon    | Mount Lemmon Survey | —         | MPC                           |
| 498494     | 2008 CB181 | 10 fev 2008 | Anderson Mesa   | LONEOS              | —         | MPC                           |
| 498495     | 2008 CU194 | 13 fev 2008 | Kitt Peak       | Spacewatch          | —         | MPC                           |
| 498496     | 2008 CP196 | 7 fev 2008  | Kitt Peak       | Spacewatch          | —         | MPC                           |
| 498497     | 2008 CU203 | 12 fev 2008 | Kitt Peak       | Spacewatch          | —         | MPC                           |
| 498498     | 2008 CP208 | 3 fev 2008  | Kitt Peak       | Spacewatch          | —         | MPC                           |
| 498499     | 2008 CC212 | 7 fev 2008  | Mount Lemmon    | Mount Lemmon Survey | —         | MPC                           |
| 498500     | 2008 DK1   | 1 dez 2003  | Kitt Peak       | Spacewatch          | —         | MPC                           |

## 498501–498600
| Designação | Designação | Descoberta  | Descoberta    | Descobridor(es)     | Categoria | Mais informações / Referência |
| Permanente | Provisória | Data        | Local         | Descobridor(es)     | Categoria | Mais informações / Referência |
| ---------- | ---------- | ----------- | ------------- | ------------------- | --------- | ----------------------------- |
| 498501     | 2008 DJ2   | 30 jan 2008 | Kitt Peak     | Spacewatch          | —         | MPC                           |
| 498502     | 2008 DG8   | 24 fev 2008 | Kitt Peak     | Spacewatch          | —         | MPC                           |
| 498503     | 2008 DM13  | 26 fev 2008 | Mount Lemmon  | Mount Lemmon Survey | —         | MPC                           |
| 498504     | 2008 DQ17  | 24 fev 2008 | Kitt Peak     | Spacewatch          | —         | MPC                           |
| 498505     | 2008 DX18  | 27 fev 2008 | Kitt Peak     | Spacewatch          | —         | MPC                           |
| 498506     | 2008 DF22  | 28 fev 2008 | Mount Lemmon  | Mount Lemmon Survey | —         | MPC                           |
| 498507     | 2008 DL28  | 10 jan 2008 | Kitt Peak     | Spacewatch          | —         | MPC                           |
| 498508     | 2008 DN30  | 8 fev 2008  | Kitt Peak     | Spacewatch          | —         | MPC                           |
| 498509     | 2008 DA40  | 27 fev 2008 | Mount Lemmon  | Mount Lemmon Survey | —         | MPC                           |
| 498510     | 2008 DC45  | 7 fev 2008  | Mount Lemmon  | Mount Lemmon Survey | —         | MPC                           |
| 498511     | 2008 DK56  | 19 nov 2007 | Kitt Peak     | Spacewatch          | —         | MPC                           |
| 498512     | 2008 DM60  | 28 fev 2008 | Mount Lemmon  | Mount Lemmon Survey | —         | MPC                           |
| 498513     | 2008 DG76  | 7 fev 2008  | Kitt Peak     | Spacewatch          | —         | MPC                           |
| 498514     | 2008 DL81  | 27 fev 2008 | Kitt Peak     | Spacewatch          | —         | MPC                           |
| 498515     | 2008 EQ6   | 9 jan 2008  | Mount Lemmon  | Mount Lemmon Survey | —         | MPC                           |
| 498516     | 2008 EW10  | 1 mar 2008  | Kitt Peak     | Spacewatch          | —         | MPC                           |
| 498517     | 2008 ED12  | 10 fev 2008 | Kitt Peak     | Spacewatch          | —         | MPC                           |
| 498518     | 2008 ER19  | 30 jan 2008 | Mount Lemmon  | Mount Lemmon Survey | —         | MPC                           |
| 498519     | 2008 EE33  | 1 mar 2008  | Kitt Peak     | Spacewatch          | —         | MPC                           |
| 498520     | 2008 EV57  | 28 fev 2008 | Kitt Peak     | Spacewatch          | —         | MPC                           |
| 498521     | 2008 EK60  | 7 fev 2008  | Mount Lemmon  | Mount Lemmon Survey | —         | MPC                           |
| 498522     | 2008 EM72  | 18 fev 2008 | Mount Lemmon  | Mount Lemmon Survey | —         | MPC                           |
| 498523     | 2008 EJ76  | 7 mar 2008  | Kitt Peak     | Spacewatch          | —         | MPC                           |
| 498524     | 2008 EO112 | 8 mar 2008  | Kitt Peak     | Spacewatch          | —         | MPC                           |
| 498525     | 2008 EC131 | 18 fev 2008 | Mount Lemmon  | Mount Lemmon Survey | —         | MPC                           |
| 498526     | 2008 EG152 | 10 mar 2008 | Kitt Peak     | Spacewatch          | —         | MPC                           |
| 498527     | 2008 EU161 | 10 mar 2008 | Kitt Peak     | Spacewatch          | —         | MPC                           |
| 498528     | 2008 FB5   | 9 mar 2008  | Kitt Peak     | Spacewatch          | —         | MPC                           |
| 498529     | 2008 FA55  | 5 mar 2008  | Kitt Peak     | Spacewatch          | —         | MPC                           |
| 498530     | 2008 FA84  | 28 mar 2008 | Kitt Peak     | Spacewatch          | —         | MPC                           |
| 498531     | 2008 FV97  | 30 mar 2008 | Kitt Peak     | Spacewatch          | —         | MPC                           |
| 498532     | 2008 FM104 | 30 mar 2008 | Kitt Peak     | Spacewatch          | —         | MPC                           |
| 498533     | 2008 FB108 | 31 mar 2008 | Kitt Peak     | Spacewatch          | —         | MPC                           |
| 498534     | 2008 FD108 | 31 mar 2008 | Vail-Jarnac   | Jarnac Obs.         | —         | MPC                           |
| 498535     | 2008 FN126 | 29 mar 2008 | Kitt Peak     | Spacewatch          | —         | MPC                           |
| 498536     | 2008 FT130 | 30 mar 2008 | Kitt Peak     | Spacewatch          | —         | MPC                           |
| 498537     | 2008 FV131 | 28 mar 2008 | Mount Lemmon  | Mount Lemmon Survey | Juno      | MPC                           |
| 498538     | 2008 GX5   | 10 mar 2008 | Mount Lemmon  | Mount Lemmon Survey | —         | MPC                           |
| 498539     | 2008 GY8   | 1 abr 2008  | Mount Lemmon  | Mount Lemmon Survey | —         | MPC                           |
| 498540     | 2008 GN12  | 3 abr 2008  | Kitt Peak     | Spacewatch          | —         | MPC                           |
| 498541     | 2008 GA26  | 10 mar 2008 | Mount Lemmon  | Mount Lemmon Survey | —         | MPC                           |
| 498542     | 2008 GP35  | 3 abr 2008  | Kitt Peak     | Spacewatch          | —         | MPC                           |
| 498543     | 2008 GO36  | 3 abr 2008  | Kitt Peak     | Spacewatch          | —         | MPC                           |
| 498544     | 2008 GB44  | 4 abr 2008  | Kitt Peak     | Spacewatch          | —         | MPC                           |
| 498545     | 2008 GJ50  | 28 mar 2008 | Mount Lemmon  | Mount Lemmon Survey | —         | MPC                           |
| 498546     | 2008 GH70  | 6 abr 2008  | Mount Lemmon  | Mount Lemmon Survey | —         | MPC                           |
| 498547     | 2008 GX90  | 6 abr 2008  | Mount Lemmon  | Mount Lemmon Survey | —         | MPC                           |
| 498548     | 2008 GH110 | 14 abr 2008 | Mount Lemmon  | Mount Lemmon Survey | —         | MPC                           |
| 498549     | 2008 GD119 | 11 abr 2008 | Kitt Peak     | Spacewatch          | —         | MPC                           |
| 498550     | 2008 HV4   | 30 abr 2008 | Mount Lemmon  | Mount Lemmon Survey | —         | MPC                           |
| 498551     | 2008 HT7   | 24 abr 2008 | Kitt Peak     | Spacewatch          | —         | MPC                           |
| 498552     | 2008 HK9   | 5 mar 2008  | Kitt Peak     | Spacewatch          | —         | MPC                           |
| 498553     | 2008 HV16  | 25 abr 2008 | Mount Lemmon  | Mount Lemmon Survey | —         | MPC                           |
| 498554     | 2008 HG17  | 25 abr 2008 | Kitt Peak     | Spacewatch          | —         | MPC                           |
| 498555     | 2008 HH35  | 15 abr 2008 | Mount Lemmon  | Mount Lemmon Survey | —         | MPC                           |
| 498556     | 2008 HS46  | 28 abr 2008 | Kitt Peak     | Spacewatch          | —         | MPC                           |
| 498557     | 2008 HW46  | 28 abr 2008 | Kitt Peak     | Spacewatch          | —         | MPC                           |
| 498558     | 2008 JE3   | 15 abr 2008 | Mount Lemmon  | Mount Lemmon Survey | —         | MPC                           |
| 498559     | 2008 JX6   | 15 abr 2008 | Kitt Peak     | Spacewatch          | —         | MPC                           |
| 498560     | 2008 JS23  | 25 abr 2008 | Kitt Peak     | Spacewatch          | —         | MPC                           |
| 498561     | 2008 JO30  | 13 abr 2008 | Mount Lemmon  | Mount Lemmon Survey | —         | MPC                           |
| 498562     | 2008 JW36  | 8 mai 2008  | Kitt Peak     | Spacewatch          | —         | MPC                           |
| 498563     | 2008 KL1   | 26 mai 2008 | Kitt Peak     | Spacewatch          | —         | MPC                           |
| 498564     | 2008 KS5   | 28 mai 2008 | Kitt Peak     | Spacewatch          | —         | MPC                           |
| 498565     | 2008 KV7   | 29 abr 2008 | Kitt Peak     | Spacewatch          | —         | MPC                           |
| 498566     | 2008 KM22  | 8 mai 2008  | Kitt Peak     | Spacewatch          | —         | MPC                           |
| 498567     | 2008 KZ29  | 11 mai 2008 | Mount Lemmon  | Mount Lemmon Survey | —         | MPC                           |
| 498568     | 2008 KS38  | 3 mai 2008  | Kitt Peak     | Spacewatch          | —         | MPC                           |
| 498569     | 2008 KG41  | 8 abr 2008  | Kitt Peak     | Spacewatch          | —         | MPC                           |
| 498570     | 2008 LM6   | 3 mai 2008  | Kitt Peak     | Spacewatch          | —         | MPC                           |
| 498571     | 2008 LC8   | 5 mai 2008  | Mount Lemmon  | Mount Lemmon Survey | —         | MPC                           |
| 498572     | 2008 LD9   | 3 jun 2008  | Kitt Peak     | Spacewatch          | —         | MPC                           |
| 498573     | 2008 LX9   | 29 mai 2008 | Kitt Peak     | Spacewatch          | —         | MPC                           |
| 498574     | 2008 LC11  | 10 jan 2007 | Kitt Peak     | Spacewatch          | —         | MPC                           |
| 498575     | 2008 LU13  | 27 mai 2008 | Kitt Peak     | Spacewatch          | —         | MPC                           |
| 498576     | 2008 LQ15  | 14 mai 2008 | Mount Lemmon  | Mount Lemmon Survey | —         | MPC                           |
| 498577     | 2008 NV1   | 9 jun 2008  | Kitt Peak     | Spacewatch          | —         | MPC                           |
| 498578     | 2008 NX2   | 5 jul 2008  | La Sagra      | Mallorca Obs.       | —         | MPC                           |
| 498579     | 2008 OM1   | 26 jul 2008 | La Sagra      | Mallorca Obs.       | —         | MPC                           |
| 498580     | 2008 OG4   | 26 jul 2008 | Siding Spring | SSS                 | —         | MPC                           |
| 498581     | 2008 PA18  | 13 ago 2008 | La Sagra      | Mallorca Obs.       | —         | MPC                           |
| 498582     | 2008 QA2   | 24 ago 2008 | La Sagra      | Mallorca Obs.       | —         | MPC                           |
| 498583     | 2008 QT12  | 26 ago 2008 | La Sagra      | Mallorca Obs.       | —         | MPC                           |
| 498584     | 2008 QU13  | 29 jul 2008 | Kitt Peak     | Spacewatch          | —         | MPC                           |
| 498585     | 2008 QV16  | 26 ago 2008 | La Sagra      | Mallorca Obs.       | —         | MPC                           |
| 498586     | 2008 QC22  | 12 ago 2008 | La Sagra      | Mallorca Obs.       | —         | MPC                           |
| 498587     | 2008 QS29  | 25 ago 2008 | La Sagra      | Mallorca Obs.       | —         | MPC                           |
| 498588     | 2008 QN30  | 24 ago 2008 | La Sagra      | Mallorca Obs.       | —         | MPC                           |
| 498589     | 2008 QM34  | 7 ago 2008  | Kitt Peak     | Spacewatch          | —         | MPC                           |
| 498590     | 2008 QE38  | 23 ago 2008 | Kitt Peak     | Spacewatch          | —         | MPC                           |
| 498591     | 2008 QJ40  | 29 ago 2008 | La Sagra      | Mallorca Obs.       | —         | MPC                           |
| 498592     | 2008 QD45  | 26 ago 2008 | La Sagra      | Mallorca Obs.       | —         | MPC                           |
| 498593     | 2008 QU46  | 30 ago 2008 | Socorro       | LINEAR              | —         | MPC                           |
| 498594     | 2008 QP47  | 24 ago 2008 | Socorro       | LINEAR              | —         | MPC                           |
| 498595     | 2008 RD    | 2 ago 2008  | Siding Spring | SSS                 | —         | MPC                           |
| 498596     | 2008 RM9   | 3 set 2008  | Kitt Peak     | Spacewatch          | —         | MPC                           |
| 498597     | 2008 RK29  | 2 set 2008  | Kitt Peak     | Spacewatch          | —         | MPC                           |
| 498598     | 2008 RS30  | 2 set 2008  | Kitt Peak     | Spacewatch          | —         | MPC                           |
| 498599     | 2008 RN32  | 2 set 2008  | Kitt Peak     | Spacewatch          | —         | MPC                           |
| 498600     | 2008 RD35  | 2 set 2008  | Kitt Peak     | Spacewatch          | —         | MPC                           |

## 498601–498700
| Designação | Designação | Descoberta  | Descoberta   | Descobridor(es)       | Categoria | Mais informações / Referência |
| Permanente | Provisória | Data        | Local        | Descobridor(es)       | Categoria | Mais informações / Referência |
| ---------- | ---------- | ----------- | ------------ | --------------------- | --------- | ----------------------------- |
| 498601     | 2008 RV37  | 2 set 2008  | Kitt Peak    | Spacewatch            | —         | MPC                           |
| 498602     | 2008 RW42  | 2 set 2008  | Kitt Peak    | Spacewatch            | —         | MPC                           |
| 498603     | 2008 RZ44  | 2 set 2008  | Kitt Peak    | Spacewatch            | —         | MPC                           |
| 498604     | 2008 RZ46  | 2 set 2008  | Kitt Peak    | Spacewatch            | —         | MPC                           |
| 498605     | 2008 RM47  | 2 ago 2008  | La Sagra     | Mallorca Obs.         | —         | MPC                           |
| 498606     | 2008 RF58  | 3 set 2008  | Kitt Peak    | Spacewatch            | —         | MPC                           |
| 498607     | 2008 RJ62  | 4 set 2008  | Kitt Peak    | Spacewatch            | —         | MPC                           |
| 498608     | 2008 RR77  | 7 set 2008  | Mount Lemmon | Mount Lemmon Survey   | —         | MPC                           |
| 498609     | 2008 RZ77  | 4 set 2008  | Kitt Peak    | Spacewatch            | —         | MPC                           |
| 498610     | 2008 RY79  | 5 set 2008  | Kitt Peak    | Spacewatch            | —         | MPC                           |
| 498611     | 2008 RJ81  | 4 set 2008  | Kitt Peak    | Spacewatch            | —         | MPC                           |
| 498612     | 2008 RG97  | 7 set 2008  | Mount Lemmon | Mount Lemmon Survey   | —         | MPC                           |
| 498613     | 2008 RY100 | 5 set 2008  | Kitt Peak    | Spacewatch            | —         | MPC                           |
| 498614     | 2008 RU101 | 2 set 2008  | Kitt Peak    | Spacewatch            | —         | MPC                           |
| 498615     | 2008 RE102 | 3 set 2008  | Kitt Peak    | Spacewatch            | —         | MPC                           |
| 498616     | 2008 RJ103 | 5 set 2008  | Kitt Peak    | Spacewatch            | Vesta     | MPC                           |
| 498617     | 2008 RF108 | 9 set 2008  | Kitt Peak    | Spacewatch            | —         | MPC                           |
| 498618     | 2008 RN108 | 9 set 2008  | Mount Lemmon | Mount Lemmon Survey   | —         | MPC                           |
| 498619     | 2008 RQ110 | 3 set 2008  | Kitt Peak    | Spacewatch            | —         | MPC                           |
| 498620     | 2008 RS110 | 3 set 2008  | Kitt Peak    | Spacewatch            | —         | MPC                           |
| 498621     | 2008 RZ110 | 3 set 2008  | Kitt Peak    | Spacewatch            | —         | MPC                           |
| 498622     | 2008 RH116 | 7 set 2008  | Catalina     | CSS                   | —         | MPC                           |
| 498623     | 2008 RP117 | 9 set 2008  | Kitt Peak    | Spacewatch            | —         | MPC                           |
| 498624     | 2008 RR117 | 9 set 2008  | Kitt Peak    | Spacewatch            | —         | MPC                           |
| 498625     | 2008 RP121 | 2 set 2008  | Kitt Peak    | Spacewatch            | —         | MPC                           |
| 498626     | 2008 RM122 | 4 set 2008  | Kitt Peak    | Spacewatch            | —         | MPC                           |
| 498627     | 2008 RB126 | 9 set 2008  | Mount Lemmon | Mount Lemmon Survey   | —         | MPC                           |
| 498628     | 2008 RC128 | 7 set 2008  | Mount Lemmon | Mount Lemmon Survey   | —         | MPC                           |
| 498629     | 2008 RE133 | 10 set 2008 | Charleston   | ARO                   | —         | MPC                           |
| 498630     | 2008 RK133 | 6 set 2008  | Catalina     | CSS                   | —         | MPC                           |
| 498631     | 2008 RO134 | 4 set 2008  | Kitt Peak    | Spacewatch            | —         | MPC                           |
| 498632     | 2008 RZ134 | 2 set 2008  | Kitt Peak    | Spacewatch            | —         | MPC                           |
| 498633     | 2008 RA135 | 2 set 2008  | Kitt Peak    | Spacewatch            | —         | MPC                           |
| 498634     | 2008 RT139 | 7 set 2008  | Catalina     | CSS                   | —         | MPC                           |
| 498635     | 2008 RC142 | 5 set 2008  | Socorro      | LINEAR                | —         | MPC                           |
| 498636     | 2008 RG144 | 2 set 2008  | Kitt Peak    | Spacewatch            | —         | MPC                           |
| 498637     | 2008 RJ146 | 6 set 2008  | Kitt Peak    | Spacewatch            | —         | MPC                           |
| 498638     | 2008 SL10  | 5 set 2008  | Kitt Peak    | Spacewatch            | —         | MPC                           |
| 498639     | 2008 SM15  | 28 ago 2008 | La Sagra     | Mallorca Obs.         | —         | MPC                           |
| 498640     | 2008 SO25  | 19 set 2008 | Kitt Peak    | Spacewatch            | —         | MPC                           |
| 498641     | 2008 SZ31  | 20 set 2008 | Kitt Peak    | Spacewatch            | —         | MPC                           |
| 498642     | 2008 SZ32  | 29 jul 2008 | Kitt Peak    | Spacewatch            | —         | MPC                           |
| 498643     | 2008 SN33  | 20 set 2008 | Mount Lemmon | Mount Lemmon Survey   | —         | MPC                           |
| 498644     | 2008 SB43  | 20 set 2008 | Kitt Peak    | Spacewatch            | —         | MPC                           |
| 498645     | 2008 SZ43  | 9 set 2008  | Mount Lemmon | Mount Lemmon Survey   | —         | MPC                           |
| 498646     | 2008 SG48  | 20 set 2008 | Mount Lemmon | Mount Lemmon Survey   | —         | MPC                           |
| 498647     | 2008 SM63  | 21 set 2008 | Kitt Peak    | Spacewatch            | —         | MPC                           |
| 498648     | 2008 SO67  | 21 set 2008 | Kitt Peak    | Spacewatch            | —         | MPC                           |
| 498649     | 2008 SC81  | 23 set 2008 | Mount Lemmon | Mount Lemmon Survey   | —         | MPC                           |
| 498650     | 2008 SE88  | 20 set 2008 | Mount Lemmon | Mount Lemmon Survey   | —         | MPC                           |
| 498651     | 2008 SW88  | 5 set 2008  | Kitt Peak    | Spacewatch            | —         | MPC                           |
| 498652     | 2008 SX88  | 5 set 2008  | Kitt Peak    | Spacewatch            | —         | MPC                           |
| 498653     | 2008 SJ90  | 21 set 2008 | Kitt Peak    | Spacewatch            | —         | MPC                           |
| 498654     | 2008 SG101 | 21 set 2008 | Kitt Peak    | Spacewatch            | —         | MPC                           |
| 498655     | 2008 SM101 | 21 set 2008 | Kitt Peak    | Spacewatch            | —         | MPC                           |
| 498656     | 2008 SC107 | 21 set 2008 | Kitt Peak    | Spacewatch            | —         | MPC                           |
| 498657     | 2008 SN112 | 22 set 2008 | Kitt Peak    | Spacewatch            | —         | MPC                           |
| 498658     | 2008 SQ115 | 4 mar 2006  | Kitt Peak    | Spacewatch            | —         | MPC                           |
| 498659     | 2008 SP122 | 22 set 2008 | Mount Lemmon | Mount Lemmon Survey   | —         | MPC                           |
| 498660     | 2008 SC127 | 22 set 2008 | Kitt Peak    | Spacewatch            | —         | MPC                           |
| 498661     | 2008 SG127 | 22 set 2008 | Kitt Peak    | Spacewatch            | —         | MPC                           |
| 498662     | 2008 SQ127 | 22 set 2008 | Catalina     | CSS                   | —         | MPC                           |
| 498663     | 2008 SL128 | 22 set 2008 | Kitt Peak    | Spacewatch            | —         | MPC                           |
| 498664     | 2008 SZ136 | 23 set 2008 | Catalina     | CSS                   | —         | MPC                           |
| 498665     | 2008 SA139 | 23 set 2008 | Kitt Peak    | Spacewatch            | —         | MPC                           |
| 498666     | 2008 SQ141 | 16 set 2003 | Kitt Peak    | Spacewatch            | —         | MPC                           |
| 498667     | 2008 SS141 | 24 set 2008 | Mount Lemmon | Mount Lemmon Survey   | —         | MPC                           |
| 498668     | 2008 SM151 | 3 set 2008  | Kitt Peak    | Spacewatch            | —         | MPC                           |
| 498669     | 2008 SV162 | 3 set 2008  | Kitt Peak    | Spacewatch            | —         | MPC                           |
| 498670     | 2008 SD171 | 24 ago 2008 | Kitt Peak    | Spacewatch            | —         | MPC                           |
| 498671     | 2008 ST171 | 5 set 2008  | Kitt Peak    | Spacewatch            | —         | MPC                           |
| 498672     | 2008 SO174 | 22 set 2008 | Kitt Peak    | Spacewatch            | —         | MPC                           |
| 498673     | 2008 SS182 | 24 set 2008 | Mount Lemmon | Mount Lemmon Survey   | —         | MPC                           |
| 498674     | 2008 SM185 | 24 set 2008 | Kitt Peak    | Spacewatch            | —         | MPC                           |
| 498675     | 2008 SF187 | 25 set 2008 | Kitt Peak    | Spacewatch            | —         | MPC                           |
| 498676     | 2008 SP187 | 25 set 2008 | Kitt Peak    | Spacewatch            | —         | MPC                           |
| 498677     | 2008 SS207 | 27 set 2008 | Catalina     | CSS                   | —         | MPC                           |
| 498678     | 2008 SU223 | 25 set 2008 | Mount Lemmon | Mount Lemmon Survey   | —         | MPC                           |
| 498679     | 2008 SB228 | 5 set 2008  | Kitt Peak    | Spacewatch            | —         | MPC                           |
| 498680     | 2008 SH242 | 29 set 2008 | Kitt Peak    | Spacewatch            | —         | MPC                           |
| 498681     | 2008 ST242 | 29 set 2008 | Kitt Peak    | Spacewatch            | —         | MPC                           |
| 498682     | 2008 SJ250 | 23 set 2008 | Kitt Peak    | Spacewatch            | —         | MPC                           |
| 498683     | 2008 SO256 | 20 set 2008 | Kitt Peak    | Spacewatch            | —         | MPC                           |
| 498684     | 2008 SO260 | 23 set 2008 | Kitt Peak    | Spacewatch            | —         | MPC                           |
| 498685     | 2008 SX261 | 24 set 2008 | Kitt Peak    | Spacewatch            | —         | MPC                           |
| 498686     | 2008 SL267 | 23 set 2008 | Mount Lemmon | Mount Lemmon Survey   | —         | MPC                           |
| 498687     | 2008 SV270 | 25 set 2008 | Mount Lemmon | Mount Lemmon Survey   | —         | MPC                           |
| 498688     | 2008 SX271 | 26 set 2008 | Kitt Peak    | Spacewatch            | —         | MPC                           |
| 498689     | 2008 SL273 | 24 set 2008 | Mount Lemmon | Mount Lemmon Survey   | —         | MPC                           |
| 498690     | 2008 SZ273 | 23 set 2008 | Kitt Peak    | Spacewatch            | —         | MPC                           |
| 498691     | 2008 ST275 | 23 set 2008 | Mount Lemmon | Mount Lemmon Survey   | Vesta     | MPC                           |
| 498692     | 2008 SS280 | 24 set 2008 | Kitt Peak    | Spacewatch            | —         | MPC                           |
| 498693     | 2008 SB283 | 21 set 2008 | Mount Lemmon | Mount Lemmon Survey   | —         | MPC                           |
| 498694     | 2008 SY283 | 23 set 2008 | Mount Lemmon | Mount Lemmon Survey   | —         | MPC                           |
| 498695     | 2008 SM300 | 23 set 2008 | Kitt Peak    | Spacewatch            | —         | MPC                           |
| 498696     | 2008 SV306 | 29 set 2008 | Socorro      | LINEAR                | —         | MPC                           |
| 498697     | 2008 SF307 | 29 set 2008 | Socorro      | LINEAR                | —         | MPC                           |
| 498698     | 2008 SQ307 | 29 set 2008 | Catalina     | CSS                   | —         | MPC                           |
| 498699     | 2008 SR309 | 24 set 2008 | Kitt Peak    | Spacewatch            | —         | MPC                           |
| 498700     | 2008 TR    | 1 out 2008  | Hibiscus     | S. F. Hönig, N. Teamo | —         | MPC                           |

## 498701–498800
| Designação | Designação | Descoberta  | Descoberta       | Descobridor(es)     | Categoria | Mais informações / Referência |
| Permanente | Provisória | Data        | Local            | Descobridor(es)     | Categoria | Mais informações / Referência |
| ---------- | ---------- | ----------- | ---------------- | ------------------- | --------- | ----------------------------- |
| 498701     | 2008 TJ11  | 1 out 2008  | Mount Lemmon     | Mount Lemmon Survey | —         | MPC                           |
| 498702     | 2008 TQ20  | 1 out 2008  | Mount Lemmon     | Mount Lemmon Survey | —         | MPC                           |
| 498703     | 2008 TV28  | 7 set 2008  | Catalina         | CSS                 | —         | MPC                           |
| 498704     | 2008 TR43  | 1 out 2008  | Mount Lemmon     | Mount Lemmon Survey | —         | MPC                           |
| 498705     | 2008 TX48  | 5 set 2008  | Kitt Peak        | Spacewatch          | —         | MPC                           |
| 498706     | 2008 TF60  | 3 set 2008  | Kitt Peak        | Spacewatch          | —         | MPC                           |
| 498707     | 2008 TF63  | 26 set 2008 | Kitt Peak        | Spacewatch          | —         | MPC                           |
| 498708     | 2008 TG77  | 3 set 2008  | Kitt Peak        | Spacewatch          | —         | MPC                           |
| 498709     | 2008 TE80  | 2 out 2008  | Kitt Peak        | Spacewatch          | —         | MPC                           |
| 498710     | 2008 TW83  | 25 set 2008 | Kitt Peak        | Spacewatch          | —         | MPC                           |
| 498711     | 2008 TS84  | 7 set 2008  | Mount Lemmon     | Mount Lemmon Survey | —         | MPC                           |
| 498712     | 2008 TE88  | 21 set 2008 | Kitt Peak        | Spacewatch          | —         | MPC                           |
| 498713     | 2008 TN90  | 3 out 2008  | Kitt Peak        | Spacewatch          | —         | MPC                           |
| 498714     | 2008 TW92  | 3 set 2008  | Kitt Peak        | Spacewatch          | —         | MPC                           |
| 498715     | 2008 TJ104 | 26 set 2008 | Kitt Peak        | Spacewatch          | —         | MPC                           |
| 498716     | 2008 TM104 | 6 out 2008  | Kitt Peak        | Spacewatch          | —         | MPC                           |
| 498717     | 2008 TO104 | 30 jan 2006 | Kitt Peak        | Spacewatch          | —         | MPC                           |
| 498718     | 2008 TP105 | 9 set 2008  | Mount Lemmon     | Mount Lemmon Survey | —         | MPC                           |
| 498719     | 2008 TZ107 | 6 out 2008  | Mount Lemmon     | Mount Lemmon Survey | —         | MPC                           |
| 498720     | 2008 TM108 | 6 out 2008  | Mount Lemmon     | Mount Lemmon Survey | —         | MPC                           |
| 498721     | 2008 TB109 | 23 set 2008 | Mount Lemmon     | Mount Lemmon Survey | —         | MPC                           |
| 498722     | 2008 TW112 | 23 set 2008 | Catalina         | CSS                 | —         | MPC                           |
| 498723     | 2008 TN113 | 6 out 2008  | Kitt Peak        | Spacewatch          | —         | MPC                           |
| 498724     | 2008 TQ114 | 27 set 2008 | Mount Lemmon     | Mount Lemmon Survey | —         | MPC                           |
| 498725     | 2008 TG115 | 6 out 2008  | Catalina         | CSS                 | —         | MPC                           |
| 498726     | 2008 TA116 | 6 out 2008  | Catalina         | CSS                 | —         | MPC                           |
| 498727     | 2008 TF119 | 5 set 2008  | Kitt Peak        | Spacewatch          | —         | MPC                           |
| 498728     | 2008 TA120 | 7 out 2008  | Kitt Peak        | Spacewatch          | —         | MPC                           |
| 498729     | 2008 TE125 | 23 set 2008 | Kitt Peak        | Spacewatch          | —         | MPC                           |
| 498730     | 2008 TY126 | 8 out 2008  | Mount Lemmon     | Mount Lemmon Survey | —         | MPC                           |
| 498731     | 2008 TF127 | 23 set 2008 | Kitt Peak        | Spacewatch          | —         | MPC                           |
| 498732     | 2008 TL135 | 8 out 2008  | Kitt Peak        | Spacewatch          | —         | MPC                           |
| 498733     | 2008 TU136 | 1 out 2008  | Kitt Peak        | Spacewatch          | —         | MPC                           |
| 498734     | 2008 TA139 | 8 out 2008  | Mount Lemmon     | Mount Lemmon Survey | —         | MPC                           |
| 498735     | 2008 TB140 | 23 set 2008 | Kitt Peak        | Spacewatch          | —         | MPC                           |
| 498736     | 2008 TB148 | 29 set 2008 | Catalina         | CSS                 | —         | MPC                           |
| 498737     | 2008 TZ148 | 9 out 2008  | Mount Lemmon     | Mount Lemmon Survey | —         | MPC                           |
| 498738     | 2008 TS151 | 3 set 2008  | Kitt Peak        | Spacewatch          | —         | MPC                           |
| 498739     | 2008 TN152 | 29 set 2008 | Catalina         | CSS                 | —         | MPC                           |
| 498740     | 2008 TK160 | 1 out 2008  | Mount Lemmon     | Mount Lemmon Survey | —         | MPC                           |
| 498741     | 2008 TL160 | 1 out 2008  | Kitt Peak        | Spacewatch          | —         | MPC                           |
| 498742     | 2008 TP160 | 2 out 2008  | Kitt Peak        | Spacewatch          | —         | MPC                           |
| 498743     | 2008 TW160 | 2 out 2008  | Kitt Peak        | Spacewatch          | —         | MPC                           |
| 498744     | 2008 TY160 | 5 out 2008  | La Sagra         | Mallorca Obs.       | —         | MPC                           |
| 498745     | 2008 TU163 | 1 out 2008  | Kitt Peak        | Spacewatch          | —         | MPC                           |
| 498746     | 2008 TH166 | 6 out 2008  | Mount Lemmon     | Mount Lemmon Survey | —         | MPC                           |
| 498747     | 2008 TH169 | 7 out 2008  | Kitt Peak        | Spacewatch          | —         | MPC                           |
| 498748     | 2008 TK178 | 1 out 2008  | Catalina         | CSS                 | —         | MPC                           |
| 498749     | 2008 TT181 | 1 out 2008  | Kitt Peak        | Spacewatch          | —         | MPC                           |
| 498750     | 2008 UP2   | 22 out 2008 | Goodricke-Pigott | R. A. Tucker        | —         | MPC                           |
| 498751     | 2008 UF6   | 21 out 2008 | Mount Lemmon     | Mount Lemmon Survey | —         | MPC                           |
| 498752     | 2008 UP6   | 22 out 2008 | Mount Lemmon     | Mount Lemmon Survey | —         | MPC                           |
| 498753     | 2008 UJ8   | 2 set 2008  | Kitt Peak        | Spacewatch          | —         | MPC                           |
| 498754     | 2008 UM10  | 4 set 2008  | Kitt Peak        | Spacewatch          | —         | MPC                           |
| 498755     | 2008 UU10  | 4 set 2008  | Kitt Peak        | Spacewatch          | —         | MPC                           |
| 498756     | 2008 UX10  | 5 set 2008  | Kitt Peak        | Spacewatch          | —         | MPC                           |
| 498757     | 2008 UZ11  | 4 set 2008  | Kitt Peak        | Spacewatch          | —         | MPC                           |
| 498758     | 2008 UX12  | 17 out 2008 | Kitt Peak        | Spacewatch          | —         | MPC                           |
| 498759     | 2008 UA14  | 17 out 2008 | Kitt Peak        | Spacewatch          | —         | MPC                           |
| 498760     | 2008 UQ23  | 20 out 2008 | Kitt Peak        | Spacewatch          | —         | MPC                           |
| 498761     | 2008 UH33  | 20 out 2008 | Kitt Peak        | Spacewatch          | —         | MPC                           |
| 498762     | 2008 UG34  | 6 out 2008  | Mount Lemmon     | Mount Lemmon Survey | —         | MPC                           |
| 498763     | 2008 UM37  | 20 out 2008 | Kitt Peak        | Spacewatch          | —         | MPC                           |
| 498764     | 2008 UJ40  | 20 out 2008 | Kitt Peak        | Spacewatch          | —         | MPC                           |
| 498765     | 2008 UZ51  | 20 out 2008 | Mount Lemmon     | Mount Lemmon Survey | —         | MPC                           |
| 498766     | 2008 UA54  | 20 out 2008 | Kitt Peak        | Spacewatch          | —         | MPC                           |
| 498767     | 2008 UW59  | 21 out 2008 | Kitt Peak        | Spacewatch          | —         | MPC                           |
| 498768     | 2008 UY68  | 24 set 2008 | Mount Lemmon     | Mount Lemmon Survey | —         | MPC                           |
| 498769     | 2008 UT80  | 8 out 2008  | Kitt Peak        | Spacewatch          | —         | MPC                           |
| 498770     | 2008 UE82  | 7 out 2008  | Mount Lemmon     | Mount Lemmon Survey | —         | MPC                           |
| 498771     | 2008 UE84  | 23 out 2008 | Kitt Peak        | Spacewatch          | —         | MPC                           |
| 498772     | 2008 UG85  | 24 set 2008 | Kitt Peak        | Spacewatch          | —         | MPC                           |
| 498773     | 2008 UV92  | 28 mai 2003 | Kitt Peak        | Spacewatch          | —         | MPC                           |
| 498774     | 2008 UR93  | 24 out 2008 | Catalina         | CSS                 | —         | MPC                           |
| 498775     | 2008 UM108 | 21 out 2008 | Mount Lemmon     | Mount Lemmon Survey | —         | MPC                           |
| 498776     | 2008 UC115 | 22 out 2008 | Kitt Peak        | Spacewatch          | —         | MPC                           |
| 498777     | 2008 UZ129 | 23 out 2008 | Kitt Peak        | Spacewatch          | —         | MPC                           |
| 498778     | 2008 UA135 | 1 out 2008  | Mount Lemmon     | Mount Lemmon Survey | —         | MPC                           |
| 498779     | 2008 UG140 | 23 out 2008 | Kitt Peak        | Spacewatch          | —         | MPC                           |
| 498780     | 2008 UR141 | 23 out 2008 | Kitt Peak        | Spacewatch          | —         | MPC                           |
| 498781     | 2008 UH143 | 23 out 2008 | Kitt Peak        | Spacewatch          | —         | MPC                           |
| 498782     | 2008 UJ146 | 6 out 2008  | Kitt Peak        | Spacewatch          | —         | MPC                           |
| 498783     | 2008 UT148 | 24 set 2008 | Mount Lemmon     | Mount Lemmon Survey | —         | MPC                           |
| 498784     | 2008 UG152 | 7 out 2008  | Kitt Peak        | Spacewatch          | —         | MPC                           |
| 498785     | 2008 UF158 | 27 set 2008 | Mount Lemmon     | Mount Lemmon Survey | —         | MPC                           |
| 498786     | 2008 UC164 | 10 out 2008 | Mount Lemmon     | Mount Lemmon Survey | —         | MPC                           |
| 498787     | 2008 UJ168 | 24 out 2008 | Kitt Peak        | Spacewatch          | —         | MPC                           |
| 498788     | 2008 UP169 | 24 out 2008 | Kitt Peak        | Spacewatch          | —         | MPC                           |
| 498789     | 2008 UC171 | 24 out 2008 | Kitt Peak        | Spacewatch          | —         | MPC                           |
| 498790     | 2008 UK173 | 24 out 2008 | Kitt Peak        | Spacewatch          | —         | MPC                           |
| 498791     | 2008 UM181 | 24 out 2008 | Mount Lemmon     | Mount Lemmon Survey | —         | MPC                           |
| 498792     | 2008 UV183 | 24 out 2008 | Mount Lemmon     | Mount Lemmon Survey | —         | MPC                           |
| 498793     | 2008 UG204 | 10 out 2008 | Catalina         | CSS                 | —         | MPC                           |
| 498794     | 2008 UK206 | 6 out 2008  | Mount Lemmon     | Mount Lemmon Survey | —         | MPC                           |
| 498795     | 2008 UX210 | 23 out 2008 | Kitt Peak        | Spacewatch          | —         | MPC                           |
| 498796     | 2008 UY210 | 1 out 2008  | Mount Lemmon     | Mount Lemmon Survey | —         | MPC                           |
| 498797     | 2008 UB212 | 23 out 2008 | Lulin            | LUSS                | —         | MPC                           |
| 498798     | 2008 UA224 | 25 out 2008 | Kitt Peak        | Spacewatch          | —         | MPC                           |
| 498799     | 2008 UC254 | 2 out 2008  | Mount Lemmon     | Mount Lemmon Survey | —         | MPC                           |
| 498800     | 2008 UV260 | 6 out 2008  | Mount Lemmon     | Mount Lemmon Survey | —         | MPC                           |

## 498801–498900
| Designação | Designação | Descoberta  | Descoberta   | Descobridor(es)     | Categoria | Mais informações / Referência |
| Permanente | Provisória | Data        | Local        | Descobridor(es)     | Categoria | Mais informações / Referência |
| ---------- | ---------- | ----------- | ------------ | ------------------- | --------- | ----------------------------- |
| 498801     | 2008 UY260 | 6 out 2008  | Mount Lemmon | Mount Lemmon Survey | —         | MPC                           |
| 498802     | 2008 UU266 | 28 set 2008 | Mount Lemmon | Mount Lemmon Survey | —         | MPC                           |
| 498803     | 2008 UP268 | 28 out 2008 | Kitt Peak    | Spacewatch          | —         | MPC                           |
| 498804     | 2008 UN279 | 20 out 2008 | Kitt Peak    | Spacewatch          | —         | MPC                           |
| 498805     | 2008 UE285 | 25 set 2008 | Kitt Peak    | Spacewatch          | —         | MPC                           |
| 498806     | 2008 UQ285 | 28 out 2008 | Mount Lemmon | Mount Lemmon Survey | —         | MPC                           |
| 498807     | 2008 UM288 | 28 out 2008 | Mount Lemmon | Mount Lemmon Survey | —         | MPC                           |
| 498808     | 2008 UC307 | 22 out 2008 | Kitt Peak    | Spacewatch          | —         | MPC                           |
| 498809     | 2008 UW311 | 8 out 2008  | Mount Lemmon | Mount Lemmon Survey | —         | MPC                           |
| 498810     | 2008 US323 | 31 out 2008 | Catalina     | CSS                 | —         | MPC                           |
| 498811     | 2008 UZ325 | 24 out 2008 | Catalina     | CSS                 | —         | MPC                           |
| 498812     | 2008 UV327 | 30 out 2008 | Mount Lemmon | Mount Lemmon Survey | —         | MPC                           |
| 498813     | 2008 UK329 | 2 out 2008  | Kitt Peak    | Spacewatch          | —         | MPC                           |
| 498814     | 2008 UT342 | 30 out 2008 | Kitt Peak    | Spacewatch          | —         | MPC                           |
| 498815     | 2008 UY344 | 31 out 2008 | Kitt Peak    | Spacewatch          | —         | MPC                           |
| 498816     | 2008 UL347 | 21 out 2008 | Kitt Peak    | Spacewatch          | —         | MPC                           |
| 498817     | 2008 UQ349 | 28 out 2008 | Kitt Peak    | Spacewatch          | —         | MPC                           |
| 498818     | 2008 UD350 | 30 out 2008 | Mount Lemmon | Mount Lemmon Survey | —         | MPC                           |
| 498819     | 2008 UW357 | 25 out 2008 | Kitt Peak    | Spacewatch          | —         | MPC                           |
| 498820     | 2008 UO362 | 6 out 2008  | Catalina     | CSS                 | —         | MPC                           |
| 498821     | 2008 UQ364 | 28 out 2008 | Catalina     | CSS                 | —         | MPC                           |
| 498822     | 2008 VO    | 1 nov 2008  | Socorro      | LINEAR              | —         | MPC                           |
| 498823     | 2008 VM7   | 7 out 2008  | Kitt Peak    | Spacewatch          | —         | MPC                           |
| 498824     | 2008 VD19  | 21 jun 2007 | Mount Lemmon | Mount Lemmon Survey | —         | MPC                           |
| 498825     | 2008 VP23  | 1 nov 2008  | Kitt Peak    | Spacewatch          | —         | MPC                           |
| 498826     | 2008 VO24  | 24 out 2008 | Kitt Peak    | Spacewatch          | —         | MPC                           |
| 498827     | 2008 VC39  | 2 nov 2008  | Kitt Peak    | Spacewatch          | —         | MPC                           |
| 498828     | 2008 VN48  | 26 out 2008 | Kitt Peak    | Spacewatch          | —         | MPC                           |
| 498829     | 2008 VZ78  | 8 nov 2008  | Mount Lemmon | Mount Lemmon Survey | —         | MPC                           |
| 498830     | 2008 WU1   | 18 nov 2008 | Socorro      | LINEAR              | —         | MPC                           |
| 498831     | 2008 WY3   | 29 set 2008 | Kitt Peak    | Spacewatch          | —         | MPC                           |
| 498832     | 2008 WQ17  | 8 out 2008  | Kitt Peak    | Spacewatch          | —         | MPC                           |
| 498833     | 2008 WR21  | 29 set 2008 | Kitt Peak    | Spacewatch          | —         | MPC                           |
| 498834     | 2008 WZ22  | 23 out 2008 | Kitt Peak    | Spacewatch          | —         | MPC                           |
| 498835     | 2008 WW30  | 19 nov 2008 | Mount Lemmon | Mount Lemmon Survey | —         | MPC                           |
| 498836     | 2008 WZ35  | 28 out 2008 | Kitt Peak    | Spacewatch          | —         | MPC                           |
| 498837     | 2008 WF36  | 28 out 2008 | Kitt Peak    | Spacewatch          | —         | MPC                           |
| 498838     | 2008 WL39  | 20 dez 2004 | Mount Lemmon | Mount Lemmon Survey | —         | MPC                           |
| 498839     | 2008 WS52  | 1 nov 2008  | Kitt Peak    | Spacewatch          | —         | MPC                           |
| 498840     | 2008 WU59  | 18 nov 2008 | Socorro      | LINEAR              | —         | MPC                           |
| 498841     | 2008 WK75  | 25 out 2008 | Mount Lemmon | Mount Lemmon Survey | —         | MPC                           |
| 498842     | 2008 WA76  | 20 nov 2008 | Kitt Peak    | Spacewatch          | —         | MPC                           |
| 498843     | 2008 WM76  | 20 nov 2008 | Kitt Peak    | Spacewatch          | —         | MPC                           |
| 498844     | 2008 WP98  | 22 nov 2008 | La Sagra     | Mallorca Obs.       | —         | MPC                           |
| 498845     | 2008 WT99  | 6 out 2008  | Mount Lemmon | Mount Lemmon Survey | —         | MPC                           |
| 498846     | 2008 WY99  | 8 nov 2008  | Mount Lemmon | Mount Lemmon Survey | —         | MPC                           |
| 498847     | 2008 WT105 | 22 nov 2008 | Kitt Peak    | Spacewatch          | —         | MPC                           |
| 498848     | 2008 WH129 | 19 nov 2008 | Mount Lemmon | Mount Lemmon Survey | —         | MPC                           |
| 498849     | 2008 WT139 | 22 nov 2008 | Socorro      | LINEAR              | —         | MPC                           |
| 498850     | 2008 XM13  | 3 dez 2008  | Kitt Peak    | Spacewatch          | —         | MPC                           |
| 498851     | 2008 XK21  | 1 dez 2008  | Kitt Peak    | Spacewatch          | —         | MPC                           |
| 498852     | 2008 XZ32  | 2 dez 2008  | Kitt Peak    | Spacewatch          | —         | MPC                           |
| 498853     | 2008 XW33  | 19 nov 2008 | Kitt Peak    | Spacewatch          | —         | MPC                           |
| 498854     | 2008 XH50  | 3 dez 2008  | Mount Lemmon | Mount Lemmon Survey | —         | MPC                           |
| 498855     | 2008 XU54  | 4 dez 2008  | Mount Lemmon | Mount Lemmon Survey | —         | MPC                           |
| 498856     | 2008 YX4   | 21 dez 2008 | Piszkéstető  | K. Sárneczky        | —         | MPC                           |
| 498857     | 2008 YD21  | 21 dez 2008 | Mount Lemmon | Mount Lemmon Survey | —         | MPC                           |
| 498858     | 2008 YX35  | 22 dez 2008 | Kitt Peak    | Spacewatch          | —         | MPC                           |
| 498859     | 2008 YW42  | 19 nov 2008 | Mount Lemmon | Mount Lemmon Survey | —         | MPC                           |
| 498860     | 2008 YO43  | 29 dez 2008 | Kitt Peak    | Spacewatch          | —         | MPC                           |
| 498861     | 2008 YL44  | 5 dez 2008  | Mount Lemmon | Mount Lemmon Survey | —         | MPC                           |
| 498862     | 2008 YB50  | 21 dez 2008 | Kitt Peak    | Spacewatch          | —         | MPC                           |
| 498863     | 2008 YF52  | 29 dez 2008 | Mount Lemmon | Mount Lemmon Survey | —         | MPC                           |
| 498864     | 2008 YJ54  | 29 dez 2008 | Mount Lemmon | Mount Lemmon Survey | —         | MPC                           |
| 498865     | 2008 YJ56  | 30 dez 2008 | Kitt Peak    | Spacewatch          | —         | MPC                           |
| 498866     | 2008 YB60  | 7 out 2008  | Mount Lemmon | Mount Lemmon Survey | —         | MPC                           |
| 498867     | 2008 YA81  | 24 nov 2008 | Mount Lemmon | Mount Lemmon Survey | —         | MPC                           |
| 498868     | 2008 YD82  | 31 dez 2008 | Kitt Peak    | Spacewatch          | —         | MPC                           |
| 498869     | 2008 YK86  | 20 nov 2008 | Mount Lemmon | Mount Lemmon Survey | —         | MPC                           |
| 498870     | 2008 YW90  | 4 dez 2008  | Mount Lemmon | Mount Lemmon Survey | —         | MPC                           |
| 498871     | 2008 YG92  | 2 nov 2008  | Mount Lemmon | Mount Lemmon Survey | —         | MPC                           |
| 498872     | 2008 YZ93  | 29 dez 2008 | Kitt Peak    | Spacewatch          | —         | MPC                           |
| 498873     | 2008 YM96  | 21 dez 2008 | Mount Lemmon | Mount Lemmon Survey | —         | MPC                           |
| 498874     | 2008 YZ98  | 7 dez 2008  | Mount Lemmon | Mount Lemmon Survey | —         | MPC                           |
| 498875     | 2008 YZ99  | 29 dez 2008 | Kitt Peak    | Spacewatch          | —         | MPC                           |
| 498876     | 2008 YD100 | 21 dez 2008 | Kitt Peak    | Spacewatch          | —         | MPC                           |
| 498877     | 2008 YD102 | 29 dez 2008 | Kitt Peak    | Spacewatch          | —         | MPC                           |
| 498878     | 2008 YS102 | 29 dez 2008 | Kitt Peak    | Spacewatch          | —         | MPC                           |
| 498879     | 2008 YL107 | 21 dez 2008 | Mount Lemmon | Mount Lemmon Survey | —         | MPC                           |
| 498880     | 2008 YP108 | 29 dez 2008 | Kitt Peak    | Spacewatch          | —         | MPC                           |
| 498881     | 2008 YD110 | 2 dez 2008  | Mount Lemmon | Mount Lemmon Survey | —         | MPC                           |
| 498882     | 2008 YR114 | 8 nov 2008  | Mount Lemmon | Mount Lemmon Survey | —         | MPC                           |
| 498883     | 2008 YK118 | 22 dez 2008 | Kitt Peak    | Spacewatch          | —         | MPC                           |
| 498884     | 2008 YC120 | 22 dez 2008 | Kitt Peak    | Spacewatch          | —         | MPC                           |
| 498885     | 2008 YW122 | 30 dez 2008 | Kitt Peak    | Spacewatch          | —         | MPC                           |
| 498886     | 2008 YA124 | 4 dez 2008  | Mount Lemmon | Mount Lemmon Survey | —         | MPC                           |
| 498887     | 2008 YX126 | 30 dez 2008 | Kitt Peak    | Spacewatch          | —         | MPC                           |
| 498888     | 2008 YW132 | 31 dez 2008 | Kitt Peak    | Spacewatch          | —         | MPC                           |
| 498889     | 2008 YL133 | 29 dez 2008 | Mount Lemmon | Mount Lemmon Survey | —         | MPC                           |
| 498890     | 2008 YS137 | 30 dez 2008 | Mount Lemmon | Mount Lemmon Survey | —         | MPC                           |
| 498891     | 2008 YQ143 | 30 dez 2008 | Kitt Peak    | Spacewatch          | —         | MPC                           |
| 498892     | 2008 YB144 | 22 dez 2008 | Mount Lemmon | Mount Lemmon Survey | —         | MPC                           |
| 498893     | 2008 YG148 | 31 dez 2008 | Kitt Peak    | Spacewatch          | —         | MPC                           |
| 498894     | 2008 YN150 | 22 dez 2008 | Kitt Peak    | Spacewatch          | —         | MPC                           |
| 498895     | 2008 YG151 | 22 dez 2008 | Kitt Peak    | Spacewatch          | —         | MPC                           |
| 498896     | 2008 YX154 | 22 dez 2008 | Mount Lemmon | Mount Lemmon Survey | —         | MPC                           |
| 498897     | 2008 YY158 | 30 dez 2008 | Mount Lemmon | Mount Lemmon Survey | —         | MPC                           |
| 498898     | 2008 YB171 | 19 dez 2008 | Socorro      | LINEAR              | —         | MPC                           |
| 498899     | 2008 YX172 | 30 dez 2008 | Mount Lemmon | Mount Lemmon Survey | —         | MPC                           |
| 498900     | 2009 AC    | 22 dez 2008 | Kitt Peak    | Spacewatch          | —         | MPC                           |

## 498901–499000
| Designação | Designação | Descoberta  | Descoberta   | Descobridor(es)     | Categoria | Mais informações / Referência |
| Permanente | Provisória | Data        | Local        | Descobridor(es)     | Categoria | Mais informações / Referência |
| ---------- | ---------- | ----------- | ------------ | ------------------- | --------- | ----------------------------- |
| 498901     | 2009 AU1   | 15 ago 2007 | Socorro      | LINEAR              | —         | MPC                           |
| 498902     | 2009 AT6   | 1 jan 2009  | Kitt Peak    | Spacewatch          | —         | MPC                           |
| 498903     | 2009 AN9   | 5 dez 2008  | Mount Lemmon | Mount Lemmon Survey | —         | MPC                           |
| 498904     | 2009 AU11  | 2 jan 2009  | Mount Lemmon | Mount Lemmon Survey | —         | MPC                           |
| 498905     | 2009 AS12  | 2 jan 2009  | Mount Lemmon | Mount Lemmon Survey | —         | MPC                           |
| 498906     | 2009 AE20  | 22 dez 2008 | Kitt Peak    | Spacewatch          | —         | MPC                           |
| 498907     | 2009 AA21  | 2 jan 2009  | Mount Lemmon | Mount Lemmon Survey | —         | MPC                           |
| 498908     | 2009 AW23  | 30 dez 2008 | Mount Lemmon | Mount Lemmon Survey | —         | MPC                           |
| 498909     | 2009 AV25  | 2 jan 2009  | Kitt Peak    | Spacewatch          | —         | MPC                           |
| 498910     | 2009 AS30  | 15 jan 2009 | Kitt Peak    | Spacewatch          | —         | MPC                           |
| 498911     | 2009 AQ33  | 29 dez 2008 | Mount Lemmon | Mount Lemmon Survey | —         | MPC                           |
| 498912     | 2009 AK34  | 6 dez 2008  | Kitt Peak    | Spacewatch          | —         | MPC                           |
| 498913     | 2009 AH36  | 15 jan 2009 | Kitt Peak    | Spacewatch          | —         | MPC                           |
| 498914     | 2009 AS39  | 15 jan 2009 | Kitt Peak    | Spacewatch          | —         | MPC                           |
| 498915     | 2009 AB43  | 3 jan 2009  | Mount Lemmon | Mount Lemmon Survey | —         | MPC                           |
| 498916     | 2009 AW46  | 1 jan 2009  | Mount Lemmon | Mount Lemmon Survey | —         | MPC                           |
| 498917     | 2009 AX48  | 7 jan 2009  | Kitt Peak    | Spacewatch          | —         | MPC                           |
| 498918     | 2009 BF    | 16 jan 2009 | Mount Lemmon | Mount Lemmon Survey | —         | MPC                           |
| 498919     | 2009 BZ9   | 24 nov 2008 | Mount Lemmon | Mount Lemmon Survey | —         | MPC                           |
| 498920     | 2009 BO14  | 1 dez 2008  | Mount Lemmon | Mount Lemmon Survey | —         | MPC                           |
| 498921     | 2009 BN15  | 21 dez 2008 | Kitt Peak    | Spacewatch          | —         | MPC                           |
| 498922     | 2009 BR18  | 16 jan 2009 | Kitt Peak    | Spacewatch          | —         | MPC                           |
| 498923     | 2009 BT19  | 22 dez 2008 | Kitt Peak    | Spacewatch          | —         | MPC                           |
| 498924     | 2009 BV22  | 1 jan 2009  | Mount Lemmon | Mount Lemmon Survey | —         | MPC                           |
| 498925     | 2009 BT23  | 22 dez 2008 | Kitt Peak    | Spacewatch          | —         | MPC                           |
| 498926     | 2009 BW27  | 22 dez 2008 | Kitt Peak    | Spacewatch          | —         | MPC                           |
| 498927     | 2009 BD30  | 16 jan 2009 | Kitt Peak    | Spacewatch          | —         | MPC                           |
| 498928     | 2009 BP32  | 8 out 2007  | Catalina     | CSS                 | —         | MPC                           |
| 498929     | 2009 BB33  | 2 jan 2009  | Mount Lemmon | Mount Lemmon Survey | —         | MPC                           |
| 498930     | 2009 BY35  | 1 jan 2009  | Mount Lemmon | Mount Lemmon Survey | —         | MPC                           |
| 498931     | 2009 BE37  | 16 jan 2009 | Kitt Peak    | Spacewatch          | —         | MPC                           |
| 498932     | 2009 BF37  | 1 jan 2009  | Mount Lemmon | Mount Lemmon Survey | —         | MPC                           |
| 498933     | 2009 BQ37  | 16 jan 2009 | Kitt Peak    | Spacewatch          | —         | MPC                           |
| 498934     | 2009 BJ38  | 16 jan 2009 | Kitt Peak    | Spacewatch          | —         | MPC                           |
| 498935     | 2009 BL38  | 16 jan 2009 | Kitt Peak    | Spacewatch          | —         | MPC                           |
| 498936     | 2009 BH39  | 30 dez 2008 | Mount Lemmon | Mount Lemmon Survey | —         | MPC                           |
| 498937     | 2009 BV43  | 16 jan 2009 | Kitt Peak    | Spacewatch          | —         | MPC                           |
| 498938     | 2009 BS44  | 7 dez 2008  | Mount Lemmon | Mount Lemmon Survey | —         | MPC                           |
| 498939     | 2009 BZ47  | 2 jan 2009  | Mount Lemmon | Mount Lemmon Survey | —         | MPC                           |
| 498940     | 2009 BC48  | 21 dez 2008 | Kitt Peak    | Spacewatch          | —         | MPC                           |
| 498941     | 2009 BK50  | 22 dez 2008 | Mount Lemmon | Mount Lemmon Survey | —         | MPC                           |
| 498942     | 2009 BY51  | 22 dez 2008 | Kitt Peak    | Spacewatch          | —         | MPC                           |
| 498943     | 2009 BN52  | 16 jan 2009 | Kitt Peak    | Spacewatch          | —         | MPC                           |
| 498944     | 2009 BU53  | 1 jan 2009  | Mount Lemmon | Mount Lemmon Survey | —         | MPC                           |
| 498945     | 2009 BY58  | 2 nov 2008  | Mount Lemmon | Mount Lemmon Survey | —         | MPC                           |
| 498946     | 2009 BJ61  | 18 jan 2009 | Kitt Peak    | Spacewatch          | —         | MPC                           |
| 498947     | 2009 BU61  | 18 jan 2009 | Mount Lemmon | Mount Lemmon Survey | —         | MPC                           |
| 498948     | 2009 BF62  | 18 jan 2009 | Kitt Peak    | Spacewatch          | —         | MPC                           |
| 498949     | 2009 BD70  | 25 jan 2009 | Catalina     | CSS                 | —         | MPC                           |
| 498950     | 2009 BQ71  | 22 jan 2009 | Dauban       | F. Kugel            | —         | MPC                           |
| 498951     | 2009 BC77  | 21 dez 2008 | Kitt Peak    | Spacewatch          | —         | MPC                           |
| 498952     | 2009 BG84  | 2 jan 2009  | Mount Lemmon | Mount Lemmon Survey | —         | MPC                           |
| 498953     | 2009 BK85  | 25 jan 2009 | Kitt Peak    | Spacewatch          | —         | MPC                           |
| 498954     | 2009 BG87  | 25 jan 2009 | Kitt Peak    | Spacewatch          | —         | MPC                           |
| 498955     | 2009 BR87  | 15 jan 2009 | Kitt Peak    | Spacewatch          | —         | MPC                           |
| 498956     | 2009 BT87  | 15 jan 2009 | Kitt Peak    | Spacewatch          | —         | MPC                           |
| 498957     | 2009 BK89  | 30 dez 2008 | Mount Lemmon | Mount Lemmon Survey | —         | MPC                           |
| 498958     | 2009 BM90  | 25 jan 2009 | Kitt Peak    | Spacewatch          | —         | MPC                           |
| 498959     | 2009 BN94  | 1 jan 2009  | Mount Lemmon | Mount Lemmon Survey | —         | MPC                           |
| 498960     | 2009 BQ94  | 25 jan 2009 | Kitt Peak    | Spacewatch          | —         | MPC                           |
| 498961     | 2009 BM100 | 15 jan 2009 | Kitt Peak    | Spacewatch          | —         | MPC                           |
| 498962     | 2009 BM104 | 20 jan 2009 | Kitt Peak    | Spacewatch          | —         | MPC                           |
| 498963     | 2009 BL107 | 29 jan 2009 | Kitt Peak    | Spacewatch          | —         | MPC                           |
| 498964     | 2009 BZ110 | 20 jan 2009 | Kitt Peak    | Spacewatch          | —         | MPC                           |
| 498965     | 2009 BH115 | 24 nov 2008 | Mount Lemmon | Mount Lemmon Survey | —         | MPC                           |
| 498966     | 2009 BY116 | 9 out 2007  | Mount Lemmon | Mount Lemmon Survey | —         | MPC                           |
| 498967     | 2009 BK122 | 20 jan 2009 | Kitt Peak    | Spacewatch          | —         | MPC                           |
| 498968     | 2009 BE127 | 29 jan 2009 | Kitt Peak    | Spacewatch          | —         | MPC                           |
| 498969     | 2009 BG129 | 30 jan 2009 | Mount Lemmon | Mount Lemmon Survey | —         | MPC                           |
| 498970     | 2009 BP133 | 22 dez 2008 | Kitt Peak    | Spacewatch          | —         | MPC                           |
| 498971     | 2009 BW133 | 2 jan 2009  | Mount Lemmon | Mount Lemmon Survey | —         | MPC                           |
| 498972     | 2009 BE134 | 29 jan 2009 | Kitt Peak    | Spacewatch          | —         | MPC                           |
| 498973     | 2009 BK137 | 29 jan 2009 | Kitt Peak    | Spacewatch          | —         | MPC                           |
| 498974     | 2009 BW139 | 19 ago 2006 | Kitt Peak    | Spacewatch          | —         | MPC                           |
| 498975     | 2009 BM140 | 3 jan 2009  | Mount Lemmon | Mount Lemmon Survey | —         | MPC                           |
| 498976     | 2009 BX143 | 16 jan 2009 | Kitt Peak    | Spacewatch          | —         | MPC                           |
| 498977     | 2009 BG144 | 30 jan 2009 | Kitt Peak    | Spacewatch          | —         | MPC                           |
| 498978     | 2009 BX144 | 16 jan 2009 | Kitt Peak    | Spacewatch          | —         | MPC                           |
| 498979     | 2009 BL146 | 30 jan 2009 | Mount Lemmon | Mount Lemmon Survey | —         | MPC                           |
| 498980     | 2009 BB149 | 20 jan 2009 | Kitt Peak    | Spacewatch          | —         | MPC                           |
| 498981     | 2009 BE154 | 2 jan 2009  | Mount Lemmon | Mount Lemmon Survey | —         | MPC                           |
| 498982     | 2009 BH154 | 29 dez 2008 | Mount Lemmon | Mount Lemmon Survey | —         | MPC                           |
| 498983     | 2009 BJ157 | 31 jan 2009 | Kitt Peak    | Spacewatch          | —         | MPC                           |
| 498984     | 2009 BQ159 | 31 jan 2009 | Kitt Peak    | Spacewatch          | —         | MPC                           |
| 498985     | 2009 BE164 | 31 jan 2009 | Kitt Peak    | Spacewatch          | —         | MPC                           |
| 498986     | 2009 BZ166 | 25 jan 2009 | Kitt Peak    | Spacewatch          | —         | MPC                           |
| 498987     | 2009 BA167 | 20 jan 2009 | Kitt Peak    | Spacewatch          | —         | MPC                           |
| 498988     | 2009 BD170 | 16 jan 2009 | Kitt Peak    | Spacewatch          | —         | MPC                           |
| 498989     | 2009 BD171 | 17 jan 2009 | Mount Lemmon | Mount Lemmon Survey | —         | MPC                           |
| 498990     | 2009 BC172 | 18 jan 2009 | Kitt Peak    | Spacewatch          | —         | MPC                           |
| 498991     | 2009 BH174 | 25 jan 2009 | Catalina     | CSS                 | —         | MPC                           |
| 498992     | 2009 BT174 | 25 jan 2009 | Kitt Peak    | Spacewatch          | —         | MPC                           |
| 498993     | 2009 BZ175 | 31 jan 2009 | Mount Lemmon | Mount Lemmon Survey | —         | MPC                           |
| 498994     | 2009 BV176 | 16 jan 2009 | Kitt Peak    | Spacewatch          | —         | MPC                           |
| 498995     | 2009 BF177 | 28 jan 2009 | Catalina     | CSS                 | —         | MPC                           |
| 498996     | 2009 BK177 | 29 jan 2009 | Mount Lemmon | Mount Lemmon Survey | —         | MPC                           |
| 498997     | 2009 BR180 | 30 jan 2009 | Kitt Peak    | Spacewatch          | —         | MPC                           |
| 498998     | 2009 BT183 | 18 jan 2009 | Catalina     | CSS                 | —         | MPC                           |
| 498999     | 2009 CG8   | 21 dez 2008 | Kitt Peak    | Spacewatch          | —         | MPC                           |
| 499000     | 2009 CF15  | 30 dez 2008 | Mount Lemmon | Mount Lemmon Survey | —         | MPC                           |